# Galileo Galilei

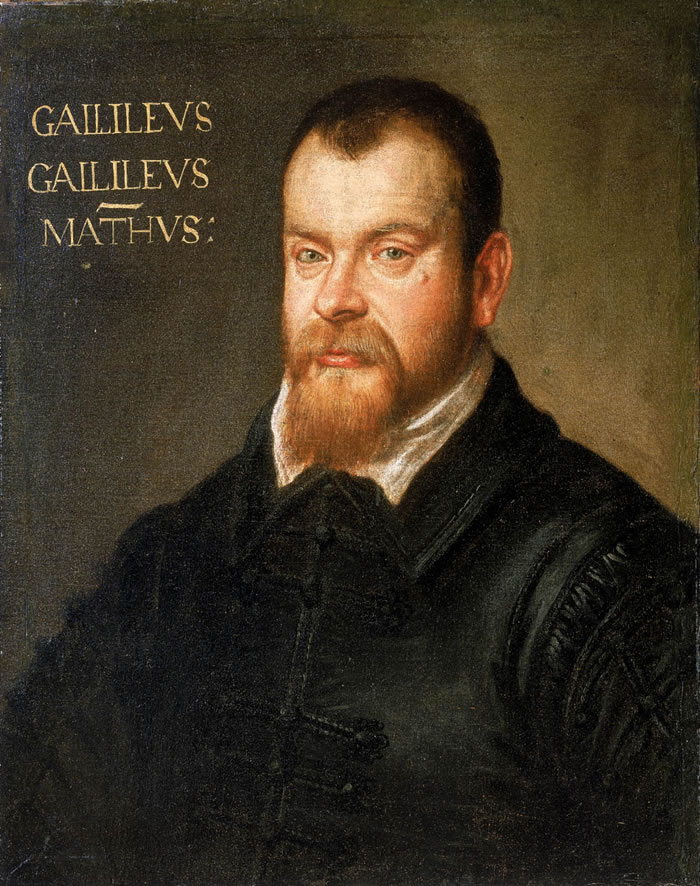
Galileo Galilei – Porträt von Domenico Tintoretto, ca. 1602–1607

Galileo Galilei (* 15. Februar 1564 in Pisa; † 29. Dezember 1641jul. / 8. Januar 1642greg. in Arcetri bei Florenz) war ein italienischer Universalgelehrter, Physiker, Astrophysiker, Mathematiker, Ingenieur, Astronom, Philosoph und Kosmologe. Viele seiner Entdeckungen – vor allem in der Mechanik und der Astronomie – gelten als bahnbrechend. Er entwickelte die Methode, die Natur durch die Kombination von Experimenten, Messungen und mathematischen Analysen zu erforschen, und wurde damit einer der wichtigsten Begründer der neuzeitlichen exakten Naturwissenschaften. Berühmt wurde er auch dadurch, dass die katholische Kirche ihn verurteilte, weil einige seiner Theorien ihrer damaligen Auslegung der Bibel widersprachen; 1992 rehabilitierte sie ihn.

## Leben und Werk

### Herkunft und Lehrjahre

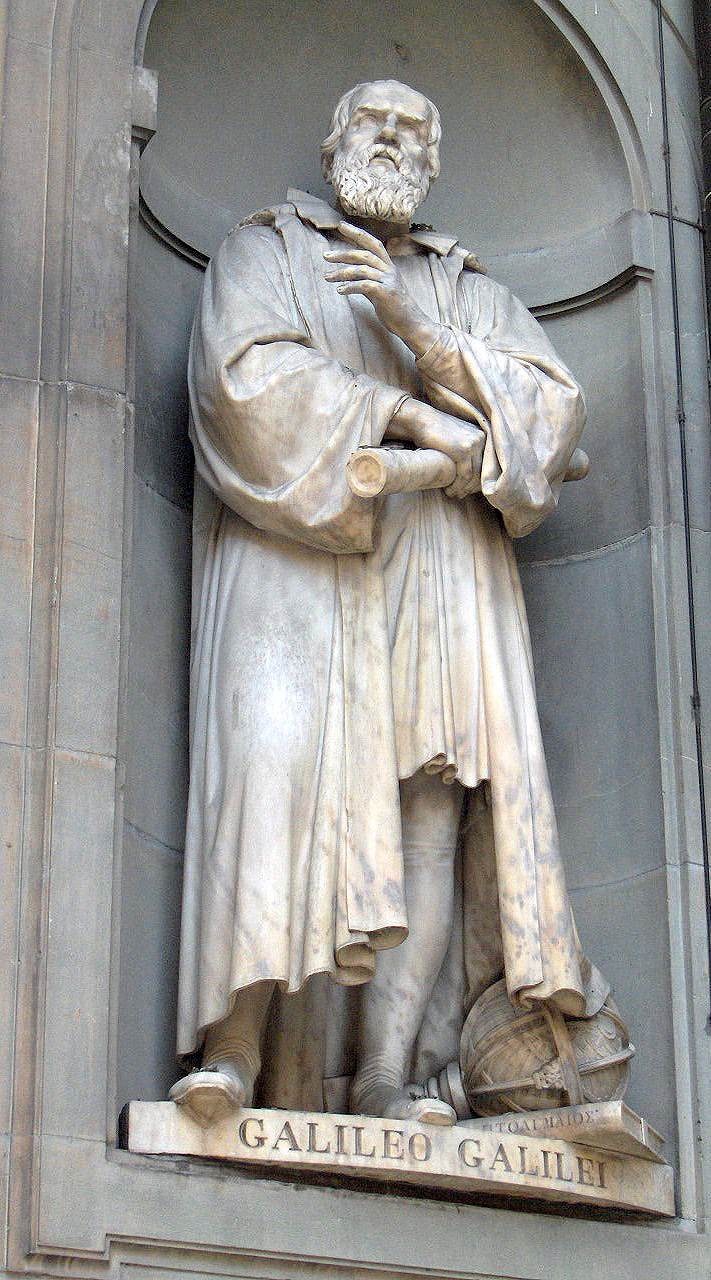
Standbild; Uffizien, Florenz

Galileo Galilei stammte aus einer verarmten Florentiner Patrizierfamilie. Sein Familienzweig hatte den Namen eines bedeutenden Vorfahren angenommen, des Arztes Galileo Bonaiuti (15. Jahrhundert). Galileis Vater Vincenzo war vorübergehend nach der Heirat mit Giulia Ammannati (Pisa, 1562) Tuchhändler, ansonsten aber Musiker, Komponist und Musiktheoretiker und hatte mathematische Kenntnisse und Interessen; er lebte ab den 1570er Jahren ständig in Florenz. Dort untersuchte er unter anderem den Klang einer schwingenden Saite und entdeckte den quadratischen Zusammenhang zwischen den Veränderungen von Spannung bzw. Länge der Saite, wenn die Tonhöhe sich um ein bestimmtes Intervall ändern soll.
Galilei wurde als Novize im Kloster der Vallombrosaner erzogen und zeigte Neigung, in den Benediktinerorden einzutreten, wurde aber von seinem Vater nach Hause geholt und 1580 zum Medizinstudium nach Pisa geschickt, wo sich Galileo 1581 einschrieb; dort war einer seiner Dozenten Andrea Camuzio.
Nach vier Jahren brach er sein Studium ab und ging nach Florenz, um bei Ostilio Ricci, einem Gelehrten aus der Schule von Nicolo Tartaglia, Mathematik zu studieren. Er bestritt seinen Lebensunterhalt mit Privatunterricht, beschäftigte sich mit angewandter Mathematik, Mechanik und Hydraulik und begann, in den gebildeten Kreisen der Stadt mit Vorträgen und Manuskripten auf sich aufmerksam zu machen. Vor der Accademia Fiorentina glänzte er mit einem geometrisch-philologischen Referat über die Topografie von Dantes Hölle (Due lezioni all’Accademia fiorentina circa la figura, sito e grandezza dell’Inferno di Dante, 1588). 1585/86 veröffentlichte er erste Ergebnisse zur Schwere fester Körper (Theoremata circa centrum gravitatis solidorum) (in der Tradition von Archimedes’ Schrift darüber) und löste ein in einer Anekdote über Archimedes überliefertes antikes Problem (Krone des Hieron II.) durch die Konstruktion einer hydrostatischen Waage zur genauen Bestimmung des spezifischen Gewichts (La bilancetta, Manuskript). Seine 1587 erfolgte Bewerbung um eine Professorenstelle für Mathematik an der Päpstlichen Universität von Bologna hatte keinen Erfolg, obwohl er sich in der Bewerbung drei Jahre älter machte. Man zog den älteren Giovanni Antonio Magini vor, der außerdem dort studiert hatte. Die Gutachter vermuteten auch einen Fehler in den von Galilei der Bewerbung beigegebenen mathematischen Schriften. Danach schuf er sich aber einen Ruf als Mathematiker in Florenz unter anderem durch öffentliche Vorlesungen in der Akademie über die Architektur-Maße der Hölle (1588) und durch ein Manuskript über die Theorie der Schwerpunkte in der Tradition von Archimedes (1587), das er zirkulieren ließ.

### Hochschullehrer in Pisa, 1589–1592

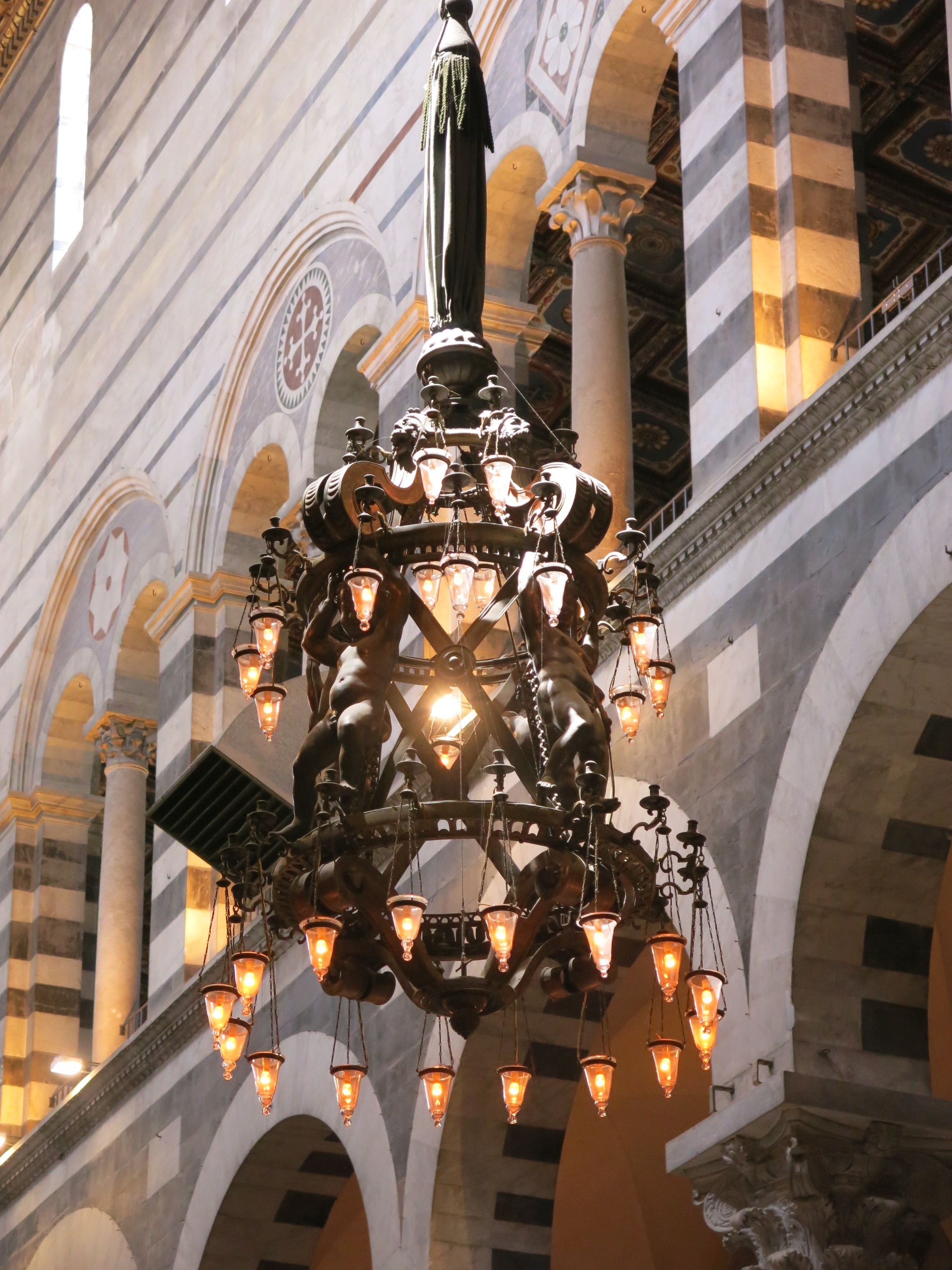
Der Leuchter im Dom zu Pisa, an dem Galilei die Pendelgesetze untersucht haben soll

Im Jahr 1589 erhielt Galilei für drei Jahre eine Stelle als Hochschullehrer und Inhaber des Lehrstuhls für Mathematik an der Universität Pisa. Er unterrichtete Euklids Elemente und elementare Astronomie sowie Astrologie für Mediziner. Die Bezahlung war allerdings gering; dennoch gelang es ihm, vorzügliche Instrumente zu bauen und zu verkaufen. Auch entwickelte er ein – noch sehr ungenau arbeitendes – Thermometer. Er untersuchte die Pendelbewegung und fand, dass die Periode nicht von der Auslenkung oder dem Gewicht des Pendels, sondern von dessen Länge abhängt. Bis in seine letzten Lebensjahre beschäftigte ihn das Problem, wie man diese Entdeckung zur Konstruktion einer Pendeluhr nutzen kann.
Ausgehend von der Bewegung des Pendels führte Galilei als Versuchsanordnung zur Untersuchung der Fallgesetze die schiefe Ebene mit anschließender horizontaler Bahn ein. Die schiefe Ebene diente ihm zur „Verdünnung“ der Schwerkraft, weil die Messung der Fallgeschwindigkeit damals noch zu ungenau war. Galilei benutzte in diesen Experimenten Kugeln aus verschiedenen Materialien. Das erlaubte es erstmals, den langsam anrollenden Kugeln eine bestimmte Geschwindigkeit zu erteilen und diese zu messen. So entdeckte er die Beschleunigung und die Tatsache, dass diese etwas von der Geschwindigkeit völlig verschiedenes ist. Dies wiederum ließ sich am besten in der Formelsprache der Mathematik darstellen. Am deutlichsten formulierte Galilei diese neue Einstellung zur Physik 1623 in Il Saggiatore:

“La filosofia è scritta in questo grandissimo libro che continuamente ci sta aperto innanzi a gli occhi (io dico l’universo), ma non si può intendere se prima non s’impara a intender la lingua, e conoscer i caratteri, ne’ quali è scritto. Egli è scritto in lingua matematica, e i caratteri son triangoli, cerchi, ed altre figure geometriche, senza i quali mezzi è impossibile a intenderne umanamente parola; senza questi è un aggirarsi vanamente per un oscuro laberinto.”

„Die Philosophie steht in diesem großen Buch geschrieben, dem Universum, das unserem Blick ständig offen liegt. Aber das Buch ist nicht zu verstehen, wenn man nicht zuvor die Sprache erlernt und sich mit den Buchstaben vertraut gemacht hat, in denen es geschrieben ist. Es ist in der Sprache der Mathematik geschrieben, und deren Buchstaben sind Kreise, Dreiecke und andere geometrische Figuren, ohne die es dem Menschen unmöglich ist, ein einziges Wort davon zu verstehen; ohne diese irrt man in einem dunklen Labyrinth herum.“

Galileis Schüler und erster Biograf Vincenzo Viviani behauptete, Galilei habe in Pisa auch Fallversuche vom Schiefen Turm unternommen. In Galileis eigenen Schriften und Aufzeichnungen findet sich jedoch kein Hinweis auf solche Versuche. Davon zu unterscheiden ist das Turmargument als Gedankenexperiment, auf das Galilei in seinem Hauptwerk Dialogo eingeht.
Galilei fasste die Ergebnisse seiner mechanischen Untersuchungen in einem Manuskript zusammen, das heute als De motu antiquiora zitiert wird und erst 1890 gedruckt wurde. Darin enthaltene Angriffe auf Aristoteles nahmen seine aristotelisch geprägten Kollegen in Pisa unfreundlich auf. Galileis Anstellung wurde 1592 nicht verlängert. Seine materielle Situation war zusätzlich dadurch verschärft, dass 1591 sein Vater gestorben war und er nun als ältester Sohn auch für seine Geschwister (einen Bruder und drei Schwestern) und Mutter Verantwortung übernehmen musste.

### Professor in Padua, 1592–1610

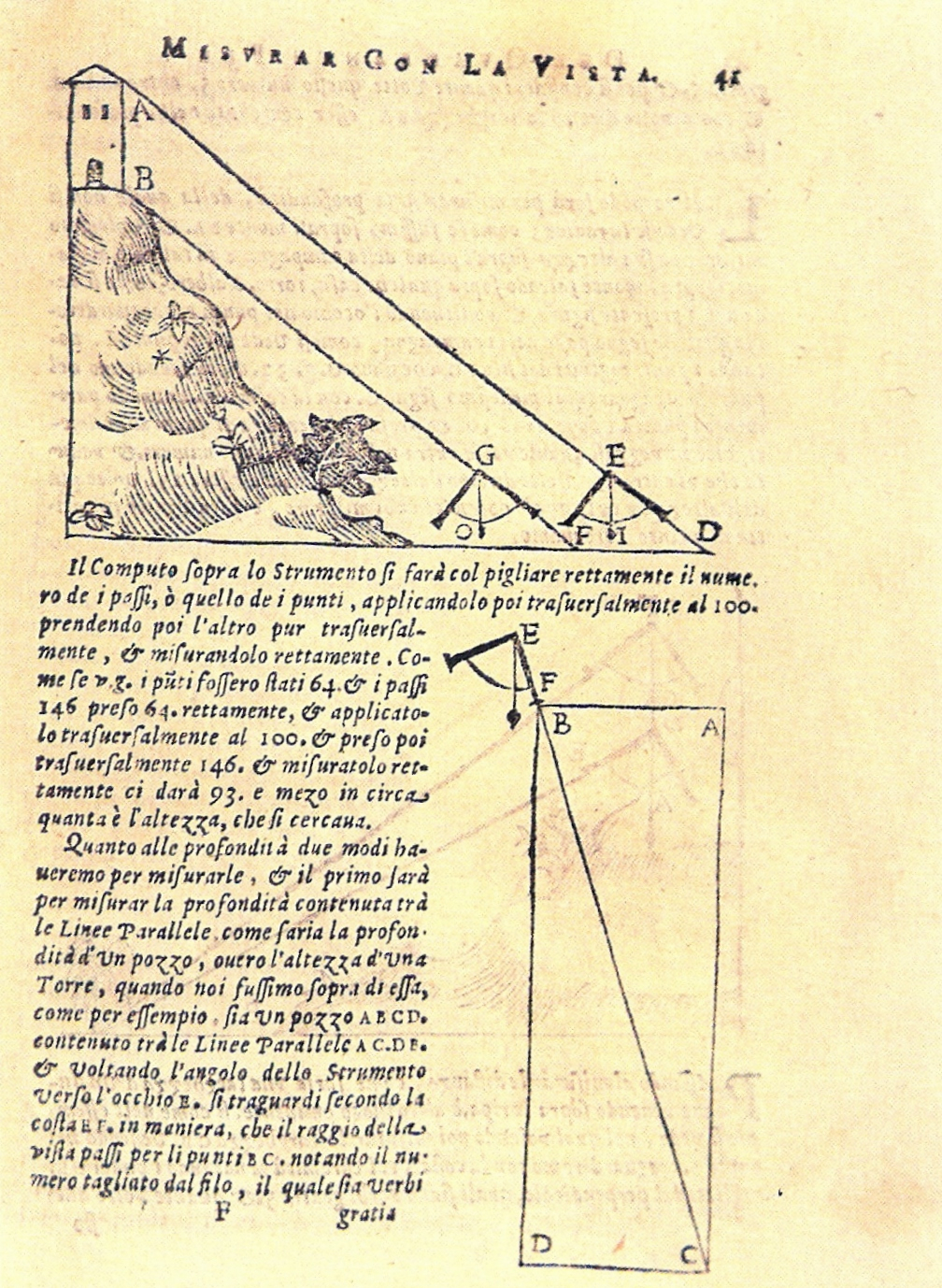
Beschreibung des von Galilei verkauften Proportionalzirkels, 1656

Dank guter Protektion aus florentinischen Kreisen wurde Galilei 1592 auf den Lehrstuhl für Mathematik an der Universität Padua berufen, auf den sich auch Giordano Bruno Hoffnungen gemacht hatte. In Padua, das zur reichen und liberalen Republik Venedig gehörte, blieb Galilei 18 Jahre lang. Galilei selbst bezeichnete die Jahre in Padua als seine ‹glücklichsten›.
Obwohl seine Stelle wesentlich besser dotiert war als die vorige in Pisa, besserte Galilei sein Gehalt auf, indem er neben seinen akademischen Vorlesungen vornehmen Schülern Privatunterricht erteilte, darunter zwei späteren Kardinälen. Ferner vertrieb Galilei ab 1597 einen Proportionalzirkel, den er „geometrischen und militärischen Kompass“ nannte. Für die Fertigung dieses Vorläufers des Rechenschiebers, der compasso genannt wurde und dessen Konstruktion er erheblich verbessert hatte, beschäftigte er einen Mechaniker. Der Proportionalzirkel wurde seit dem Mittelalter verwendet, um algebraische Operationen mit Hilfe der Geometrie durchzuführen, u. a. Quadratwurzel ziehen, Polygone konstruieren und Flächen und Volumen ermitteln. Im militärischen Bereich wurde er von Artilleristen zur Berechnung der Flugbahn von Geschossen eingesetzt.
Im August 1597 ließ er in einem Brief an Johannes Kepler zu dessen 1596 veröffentlichten Mysterium Cosmographicum (Das Weltgeheimnis) deutlich erkennen, dass er das heliozentrische Weltsystem gegenüber dem vorherrschenden Glauben an das geozentrische Weltbild favorisierte:

„Ich gelangte schon vor vielen Jahren zur Auffassung des Kopernikus und habe von diesem Standpunkt aus die Ursachen vieler Wirkungen in der Natur entdeckt, die ohne Zweifel nach der allgemein üblichen Hypothese unerklärlich sind. Viele Begründungen und auch Widerlegungen gegenteiliger Gründe verfasste ich, was ich jedoch bisher nicht zu veröffentlichen wagte, abgeschreckt durch das Schicksal unseres Lehrers Kopernikus. Dieser verschaffte sich freilich bei einigen unsterblichen Ruhm, von unendlich vielen aber (so groß ist nämlich die Zahl der Toren) wurde er verlacht und ausgepfiffen.“

Die heute nach Kepler benannte Supernova von 1604 veranlasste ihn zu drei öffentlichen Vorträgen, in denen er die aristotelische Astronomie und Naturphilosophie angriff. Aus der Tatsache, dass keine Parallaxe festgestellt werden konnte, schloss Galilei wie bereits 1572 Tycho Brahe, dass solche neuen Sterne weit von der Erde entfernt seien und sich deshalb in der Fixsternsphäre befinden müssen. Nach herrschender Lehre wurde diese Sphäre für unveränderlich gehalten und Galilei vertrat damit ein weiteres Argument gegen die Anschauungen der Peripatetiker, wie man die Aristoteles-Schüler auch nannte. 1605 veröffentlichte der unbekannte Antonio Lorenzini, hinter dessen Namen man die Inspiration von Cesare Cremonini, Professor für Naturphilosophie in Padua, erkennen konnte, die in Latein verfasste Schrift Discorso sulla nuova stella, um Galileis Schlussfolgerungen zu widersprechen. Galilei reagierte darauf unter einem Pseudonym mit der Schrift Dialogo de Cecco di Ronchitti da Bruzene in perpuosito de la stella nuova, in der ein Landvermesser und ein Bauer im Dialekt von Padua die aristotelische Argumentation satirisch hinterfragen.
Seine Untersuchungen zu den Bewegungsgesetzen setzte Galilei in diesen Jahren fort.

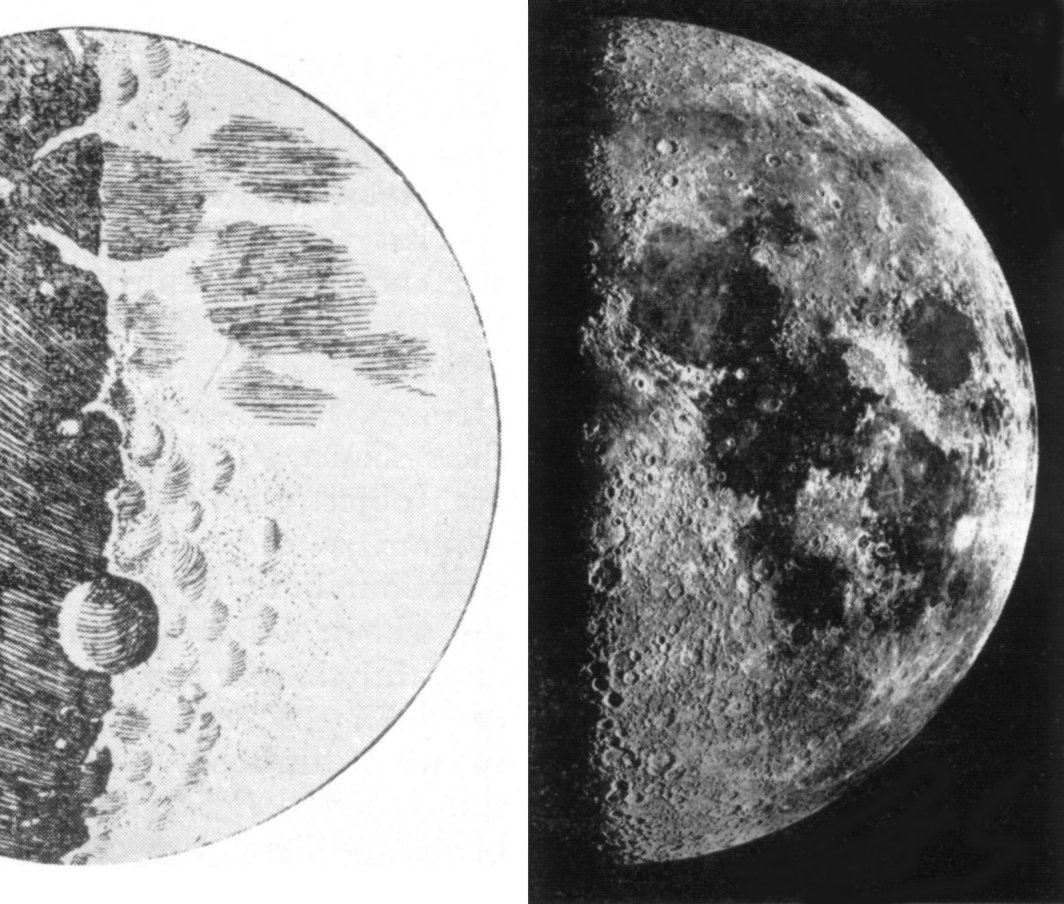
Federzeichnung aus dem Sidereus Nuncius und Foto

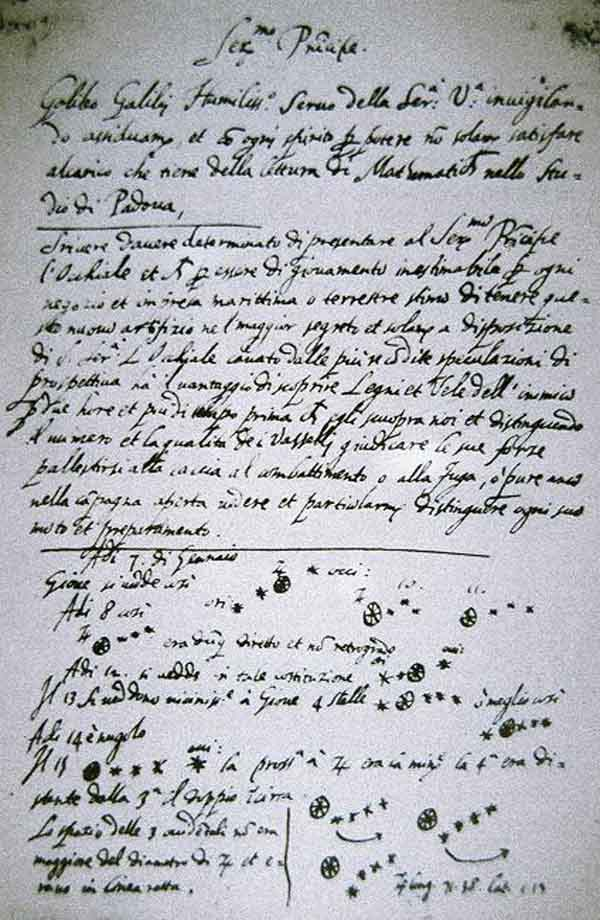
Aufzeichnungen Galileis zur Entdeckung der Jupitermonde (1610)

Mitte 1609 erfuhr Galilei über seinen Freund Paolo Sarpi Details über das im Jahr zuvor in Holland von Jan Lipperhey erfundene Fernrohr mit ungefähr vierfacher Vergrößerung. Er baute aus käuflichen Linsen ein Gerät, lernte selbst Linsen zu schleifen und erreichte bald eine neunfache und in späteren Jahren eine bis zu 30-fache Vergrößerung. Aus dieser Zeit stammt auch ein in der Nationalbibliothek von Florenz entdeckter Einkaufszettel, der Einblick gibt, wie Galilei seine diesbezüglichen Erkenntnisse in die Praxis umsetzte.
Am 25. August 1609 führte Galilei sein verbessertes Instrument, dessen militärischer Nutzen auf der Hand lag und das im Gegensatz zum wenig später entwickelten Kepler-Fernrohr eine aufrecht stehende Abbildung lieferte, der venezianischen Regierung – der Signoria – vor. Das Instrument machte einen tiefen Eindruck und Galilei überließ der Signoria das illusorische alleinige Recht zur Herstellung solcher Instrumente, woraufhin sein Gehalt erhöht wurde. Galilei erweckte in Sidereus Nuncius mit dem Ausdruck „das neulich von ihm entdeckte Fernrohr“ (lat. „perspicilli nuper a se reperti“) auf dem Titelblatt und in späteren Schriften den Anschein, das Prinzip des Fernrohrs selbst entdeckt zu haben. Brecht greift diese Behauptung im Drama Leben des Galilei auf. Unbestritten sind jedoch Galileis relevante Beiträge zur Verbesserung der optischen Qualität und Eignung des Fernrohrs für astronomische Beobachtungen.
Als einer der ersten Forscher nutzte Galilei ein Fernrohr zur Himmelsbeobachtung. Dies bedeutete eine Revolution in der Astronomie, denn bis dahin waren die Menschen auf Beobachtungen mit dem bloßen Auge angewiesen. Er stellte fest, dass die Oberfläche des Mondes rau und uneben ist, mit Erhebungen, Klüften und Kratern. Er erkannte zudem, dass die dunkle Partie der Mondoberfläche von der Erde aufgehellt wird (sog. Erdschein) und dass die Planeten – im Gegensatz zu den Fixsternen – als Scheiben zu sehen sind. Er entdeckte die vier größten Monde des Jupiter, die er in Vorbereitung seines Wechsels an den Medici-Hof die Mediceischen Gestirne nannte und die heute als die Galileischen Monde bezeichnet werden. Unabhängig von ihm gelang dies fast gleichzeitig Simon Marius. Der chinesische Astronom Gan De schreibt bereits im Jahr 365 v. Chr., einen Begleiter des Jupiter gesehen zu haben. Vermutlich war dies Ganymed, der unter idealen Bedingungen für das bloße Auge sichtbar ist. Galilei beobachtete, dass es sich bei der Milchstraße nicht um ein nebliges Gebilde (wie es dem bloßen Auge vorkommt), sondern um „nihil aliud quam innumerarum Stellarum coacervatim consitarum congeries (nichts anderes als eine Anhäufung zahlloser Sterne)“ handelt. Diese Entdeckungen und seine Federzeichnung der Mondoberfläche wurden im Sidereus Nuncius (Sternenbote bzw. Nachricht von den Sternen) von 1610 veröffentlicht und machten Galilei auf einen Schlag berühmt. Obwohl Galilei darin die Abbildung eines unübersehbar nichtexistenten großen Mondkraters am Terminator publizierte, war der Sidereus Nuncius innerhalb weniger Tage vergriffen.

### Hofmathematiker in Florenz, ab 1610

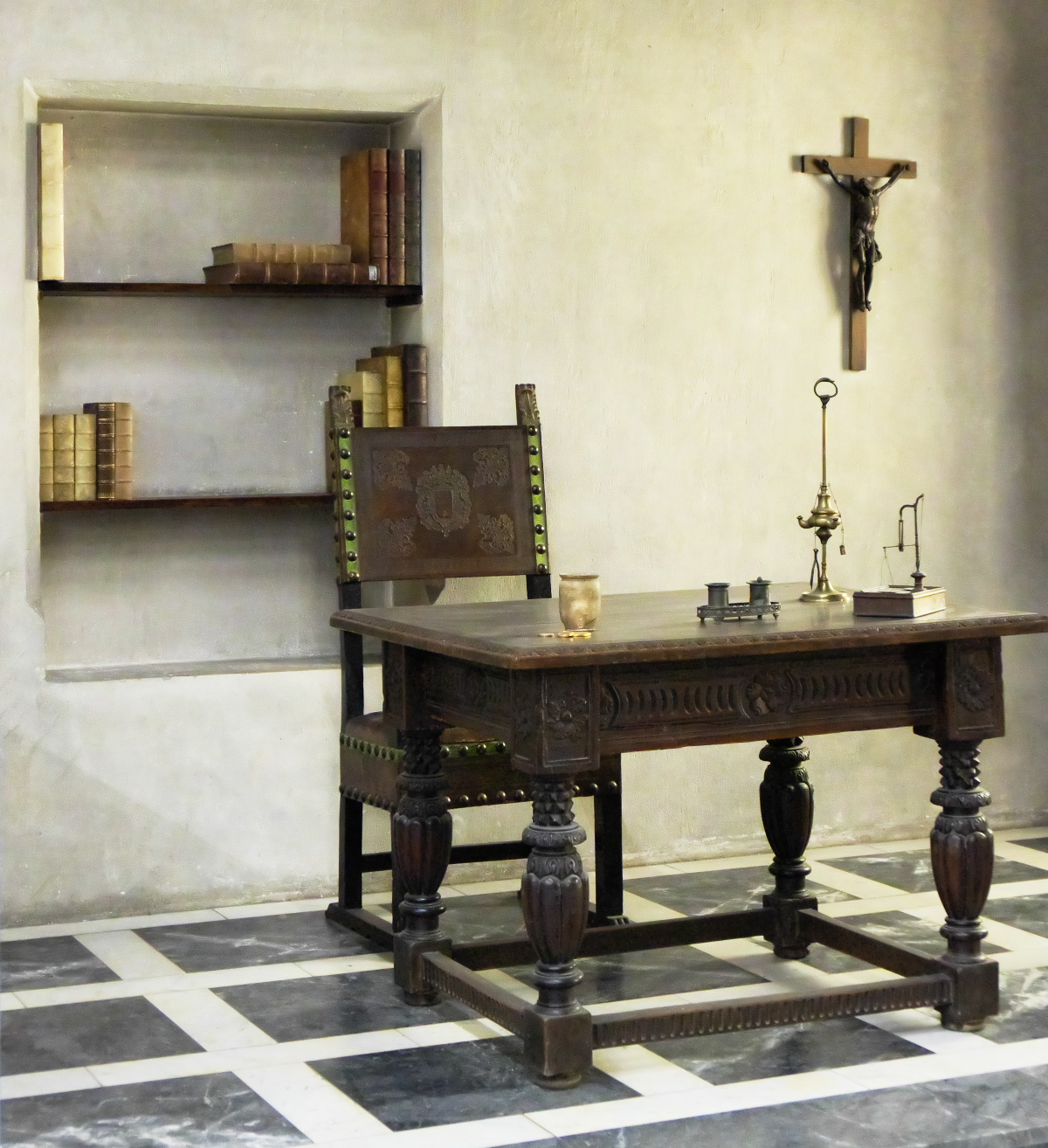
Schreibtisch von Galileo Galilei im nachgebildeten Galilei-Raum im Deutschen Museum in München

Im März 1610 intensivierte Galilei seine Kontakte nach Florenz, indem er die Jupitermonde im Siderius Nuncius als Mediceische Sterne bezeichnete. Im Mai 1610 bat er den Ersten Sekretär von Cosimo II. de’ Medici, einen ehemaligen Schüler, um eine Anstellung an der Universität Pisa und präzisierte: „Was Titel und Vorwand meiner Tätigkeit betrifft, so möchte ich, dass Seine Exzellenz dem Namen Mathematiker zusätzlich den des Philosophen hinzufügt, da ich behaupte, mehr Jahre Philosophie als Monate reine Mathematik studiert zu haben.“ Im Herbst 1610 ernannte der Großherzog der Toskana Cosimo II. ihn zum Hofmathematiker, Hofphilosophen und zum ersten Mathematikprofessor in Pisa ohne jede Lehrverpflichtung. Galilei bekam damit volle Freiheit, sich ganz seinen Forschungen zu widmen. Bereits 1605 war Galilei zum Mitglied der Florentiner Accademia della Crusca gewählt worden, nach seiner Übersiedlung übernahm er in ihr auch Führungsaufgaben. 1658 beschloss die Akademie, seine Opere in der nächsten Ausgabe des Vocabolario (1691 veröffentlicht) als eine der Textgrundlagen für mathematische und philosophische Terminologie zu benutzen.
Spätestens bei der Umsiedlung nach Florenz trennte sich Galilei von Marina Gamba (* 1570), seiner Haushälterin, mit der er drei Kinder hatte: Virginia (1600–1634), Livia (1601–1659) und Vincenzio (1606–1669). Mit Hilfe eines Bewunderers, des Kardinals Maffeo Barberini und späteren Papstes Urban VIII., brachte Galilei seine Töchter noch vor Erreichen des Mindestalters im nahen Kloster San Matteo von Arcetri unter, weil sie als uneheliche Kinder kaum Aussichten auf eine standesgemäße Heirat hatten. Er zwang sie, im Alter von 16 Jahren das Gelübde als Nonne abzulegen. Während sich Viriginia als Schwester Maria Celeste damit abfand und in ständigem Briefkontakt mit ihrem Vater blieb, akzeptierte Livia als Schwester Arcangela die Anordnung ihres Vaters nie. Als Marina Gamba im August 1612 starb, wurde der Sohn Vincenzio zu seinem Vater nach Florenz geschickt und 1619 auf Fürsprache des Großherzogs Cosimo II. legitimiert. Er schloss 1628 ein Jurastudium an der Universität Pisa ab, war in Kanzleien beschäftigt und verbesserte mit seinem Vater die Pendeluhr.

### Weitere astronomische Entdeckungen
Galilei setzte seine astronomischen Beobachtungen fort und beobachtete Ende 1610, dass der Planet Venus Phasengestalten wie der Mond zeigt, wobei sich – im Gegensatz zum Mond – die Größe der Planetenscheibe ändert. Die Venussichel und die volleren Phasen interpretierte er derart, dass die Venus zeitweise zwischen Sonne und Erde steht, zu anderen Zeiten aber jenseits der Sonne. Darüber korrespondierte er mit den römischen Jesuiten um Christophorus Clavius (mit diesem hatte er bereits 1587 eine kontroverse Diskussion geführt), welche die Phasengestalt der Venus bereits unabhängig von ihm entdeckt hatten. Über die kosmologischen Konsequenzen und darüber, dass das ptolemäische Weltbild nicht mehr länger haltbar war, waren sich beide mehr oder weniger im Klaren.
In seiner Begeisterung über seine wissenschaftlichen Erkenntnisse sandte er in seiner Werkstatt gefertigte Fernrohre an Freunde und andere Wissenschaftler. Jedoch erreichten nur wenige Exemplare das gewünschte Auflösungsvermögen. So konnte es geschehen, dass manche die Jupitermonde und andere seiner Entdeckungen nicht erkennen konnten und ihm Täuschungsabsichten unterstellten.
Im Jahr 1611 besuchte Galilei Rom. Er wurde für seine Entdeckungen hoch geehrt und machte mittels seines Teleskops seinen Freunden – darunter auch Jesuiten – unverzüglich „le cose nuove del cielo“ (die neu entdeckten Gegenstände am Himmel) zugänglich: den Jupiter mit seinen vier Begleitern, den gebirgigen, zerklüfteten Mond, die „gehörnte“, d. h. sichelförmige Venus und den „dreifachen“ Saturn. Er wurde daraufhin zum sechsten Mitglied der Accademia dei Lincei ernannt. Diese Ehre war ihm so wichtig, dass er sich fortan Galileo Galilei Linceo nannte.
Bei diesem Aufenthalt hatte er eine Audienz bei Papst Paul V. und traf seinen alten Bewunderer Maffeo Barberini. Ein Jahr später war Barberini dabei, als Galilei eine weitere, unhaltbare Behauptung des Aristoteles mit einem simplen, aber überzeugenden Experiment widerlegte: Eis schwimmt auf Wasser nicht deswegen, weil es zwar schwerer, aber flach ist, sondern weil es leichter ist.
Zwischen Ende 1610 und Mitte 1611 beobachtete Galilei erstmals mit dem Teleskop dunkle Flecken auf der Sonnenscheibe. Diese Entdeckung der Sonnenflecken verwickelte ihn in eine Auseinandersetzung mit dem Jesuiten Christoph Scheiner: Man stritt sowohl um die Priorität als auch um die Deutung. Um die Vollkommenheit der Sonne zu retten, nahm Scheiner an, dass die Flecken Satelliten seien, wogegen Galilei die Beobachtung anführte, dass Sonnenflecken entstehen und vergehen. Er veröffentlichte diese Erkenntnis 1613 in Lettere solari, einem der ersten wissenschaftlichen Werke, die nicht in lateinischer Sprache, sondern in Umgangssprache verfasst wurden.
Für Galilei war es offensichtlich, dass seine astronomischen Beobachtungen das heliozentrische Weltbild des Nikolaus Kopernikus stützten, aber keinen zwingenden Beweis lieferten: Sämtliche Beobachtungen wie etwa die Venusphasen waren auch mit dem Weltmodell des Tycho Brahe vereinbar, wonach sich Sonne und Mond um die Erde, die übrigen Planeten aber um die Sonne drehen. Tatsächlich gelang es erst James Bradley im Jahre 1729, mit der stellaren Aberration die Eigenbewegung der Erde gegenüber der Fixsternsphäre nachzuweisen.
Galilei hielt sich bei der Interpretation seiner astronomischen Beobachtungen zunächst zurück. Jedoch war ihm wohl schon in seiner Zeit in Pisa der Gedanke gekommen, die Drehungen (revolutiones) der Erde um ihre Achse und um die Sonne seien die Ursache für die Gezeiten: „die Gewässer würden dabei beschleunigt und hin- und herbewegt“. Damit glaubte er, einen Beweis für das kopernikanische Weltbild in Händen zu haben, insbesondere für die bewegte Erde. Doch diese Erklärung war falsch, Hauptursache der Gezeiten sind die räumlich variierenden Anziehungskräfte von Mond und Sonne, wie erst durch Isaac Newton im Jahre 1687 zutreffend beschrieben wurde.
Kontroverse Diskussionen am Florentiner Hof veranlassten Galilei zu erklären, dass astronomische Angaben in der Bibel nicht wörtlich zu nehmen seien, mithin eine mit dem kopernikanischen System verträgliche Bibelauslegung möglich sei, und dass die Forschung frei sein sollte von der Kirchendoktrin (Brief an seinen Schüler und Nachfolger in Pisa, Benedetto Castelli, 21. Dezember 1613, der in Kopie am 7. Februar 1615 durch den Dominikaner Niccolò Lorini der Inquisition zugespielt wurde). Galileo schickte am 16. Februar 1615 eine abgeschwächte, weniger ketzerisch formulierte Version des Briefes als angebliches Original an seinen Freund Piero Dini in Rom mit der Bitte, es im Vatikan zu verbreiten. Von beiden Versionen wurden viele Kopien erstellt und es war lange unklar, ob Galileos Schutzbehauptung zutraf. Das von Galileo mit zahlreichen Streichungen und Ergänzungen versehene Original, das Castelli ihm zurückgesandt hatte, wurde erst im Sommer 2018 in der Bibliothek der Royal Society wiederentdeckt; es war im Katalog fehldatiert auf den 21. Oktober 1613.
Im März 1614 gelang es Galilei, das spezifische Gewicht der Luft als ein 660stel des Gewichts des Wassers zu bestimmen – herrschende Meinung war damals, Luft hätte kein Gewicht. Dies war eine weitere Widerlegung aristotelischer Anschauungen. In dieser Zeit war er häufig als Gutachter für den Großherzog in technisch-physikalischen Fragen tätig. Als Forscher beschäftigte er sich insbesondere mit Hydrodynamik, Lichtbrechung in Glas und Wasser sowie Mechanik mit der mathematischen Beschreibung der Beschleunigung beliebiger Körper.
In den Jahren 1610–1614 hielt er sich häufig auf dem Landgut seines Freundes Filippo Salviati auf, um seine seit Jahren angeschlagene Gesundheit wiederherzustellen.

### Das Verfahren von 1616
Im Jahr 1615 veröffentlichte der Kleriker Paolo Antonio Foscarini (circa 1565–1616) ein Buch, das beweisen sollte, dass die kopernikanische Astronomie nicht der Heiligen Schrift widersprach. Daraufhin eröffnete die Römische Inquisition nach Vorarbeit des bedeutenden Kirchenlehrers Kardinal Robert Bellarmin, einer zentralen Persönlichkeit der Kurie und der Inquisition, ein Untersuchungsverfahren. 1616 wurde Foscarinis Buch gebannt. Zugleich wurden einige nichttheologische Schriften über kopernikanische Astronomie, darunter auch ein Werk von Johannes Kepler, auf den Index Librorum Prohibitorum gesetzt. Das Hauptwerk des Kopernikus, De revolutionibus orbium coelestium, in dessen Todesjahr 1543 erschienen, wurde nicht verboten, sondern „suspendiert“: Es durfte fortan bis 1822 im Einflussbereich der Römischen Inquisition nur noch in Bearbeitungen erscheinen, die betonten, dass das heliozentrische System ein bloßes mathematisches Modell sei.
An diesem Verfahren, das nicht zu den Inquisitionsprozessen gezählt werden kann, war Galilei offiziell nicht beteiligt. Seine Haltung war jedoch ein offenes Geheimnis, auch wenn das Schreiben an die Großherzogin-Mutter noch nicht veröffentlicht war. Wenige Tage nach der förmlichen Index-Beschlussfassung schrieb Bellarmin an Galilei einen Brief mit der Versicherung, Galilei habe keiner Lehre abschwören müssen; gleichzeitig jedoch enthielt dieses Schreiben die nachdrückliche Ermahnung, das kopernikanische System in keiner Weise als Tatsache zu verteidigen, sondern allenfalls als Hypothese zu diskutieren. Dieser Brief wurde im Prozess von 1632/33 als Beweis für Galileis Ungehorsam zitiert. Allerdings gab es in den Akten zwei verschiedene Fassungen, von denen nur eine korrekt unterschrieben und zugestellt war, weshalb im 19. und 20. Jahrhundert einige Historiker annahmen, die Inquisitionsbehörde habe 1632 zu Ungunsten Galileis einen Beweis gefälscht.
Galilei hielt sich von nun an mit Äußerungen in der Öffentlichkeit zum kopernikanischen System zurück. Ab 1616 beschäftigte er sich intensiv mit der Möglichkeit, die Bewegungen der Jupitermonde als Zeitmesser zu nutzen, um das Längengradproblem zu lösen. Allerdings blieb er damit erfolglos, weil die Beobachtung der erscheinenden oder verschwindenden Jupitermonde als Zeitmarke vom schwankenden Schiff nicht möglich war.

### Streit über Kometen

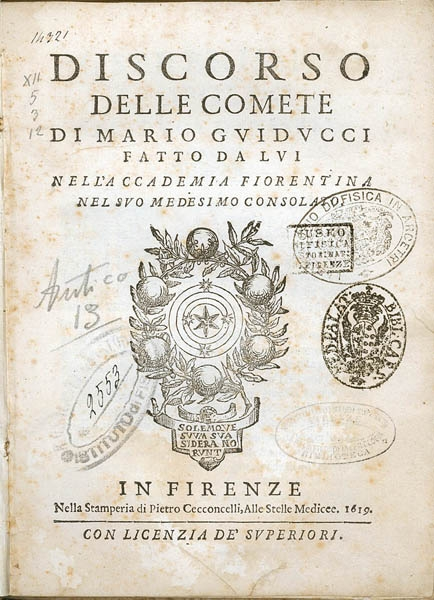
Frontispiz von Discorso delle comete

Aus gesundheitlichen Gründen war Galilei nicht in der Lage, selbst Beobachtungen über die drei Kometen von 1618 anzustellen. Der Jesuitenpater Orazio Grassi hielt darüber Vorlesungen im Collegio Romano. Anfang 1619 wurde ihr Inhalt ohne Angabe des Autors als Abhandlung De tribus cometis anni MDCXVIII disputatio astronomica publice habita veröffentlicht. Grassi argumentierte, der dritte Komet sei ein Himmelskörper ohne eigenes Licht gewesen und habe sich wegen einer nicht nachweisbaren Parallaxe auf einer Kreisbahn zwischen Mond und Sonne bewegt.:233–236 Im März 1619 erfuhr Galilei, dass einige Personen außerhalb des Jesuitenordens behaupteten, Grassis Argumente seien eine eindeutige Widerlegung des kopernikanischen Weltmodells. Galilei war darüber sehr verärgert und kritzelte an den Rand seiner Kopie von De tribus cometis Beleidigungen – „pezzo d’asinaccio“ („Stück völliger Dummheit“), „bufolaccio“ („Clown“), „villan poltrone“ („proletenhafter Faulenzer“), „balordone“ („tollpatschiger Idiot“). Er beschloss, darauf über seinen Freund Mario Guiducci zu antworten, der ein Thema für seine geplante Rede vor der Accademia Fiorentina suchte. Guiducci hielt die Vorlesung im Mai 1619 und veröffentlichte sie im folgenden Monat als Discorso delle comete in Florenz. Er vertrat die These, Kometen seien Verdichtungen irdischer Dämpfe, die von der Sonne beleuchtet würden.
Orazio Grassi antwortete im Oktober 1619 mit der Abhandlung Libra astronomica ac philosophica qua Galilaei Galilaei Opiniones de Cometis a Mario Guiducio in Florentina Academia expositae examinantur unter dem Pseudonym Lotharius Sarsius Sigensanus (ein Anagramm von Horatius Grassius Salonensis). Ziel des Buches war es, alle damals gängigen Theorien über den Ursprung dieser Himmelsphänomene abzuwägen mit besonderem Fokus auf das von den Jesuiten bevorzugte tychonische Weltbild. In diesem Werk wurde Guiducci als bloßer „Kopist“ Galileis abgetan und Galileis Ideen direkt angegriffen.
Öffentlich beteuerte Galilei, dass Guiducci und nicht er der Autor des Discorso delle Comete sei. Trotzdem besteht kein Zweifel daran, dass Galilei der Hauptverfasser des Discorso delle comete war. Das Manuskript ist größtenteils in seiner Handschrift verfasst und die Abschnitte in Guiduccis Handschrift wurden von ihm überarbeitet und korrigiert.

### Il Saggiatore

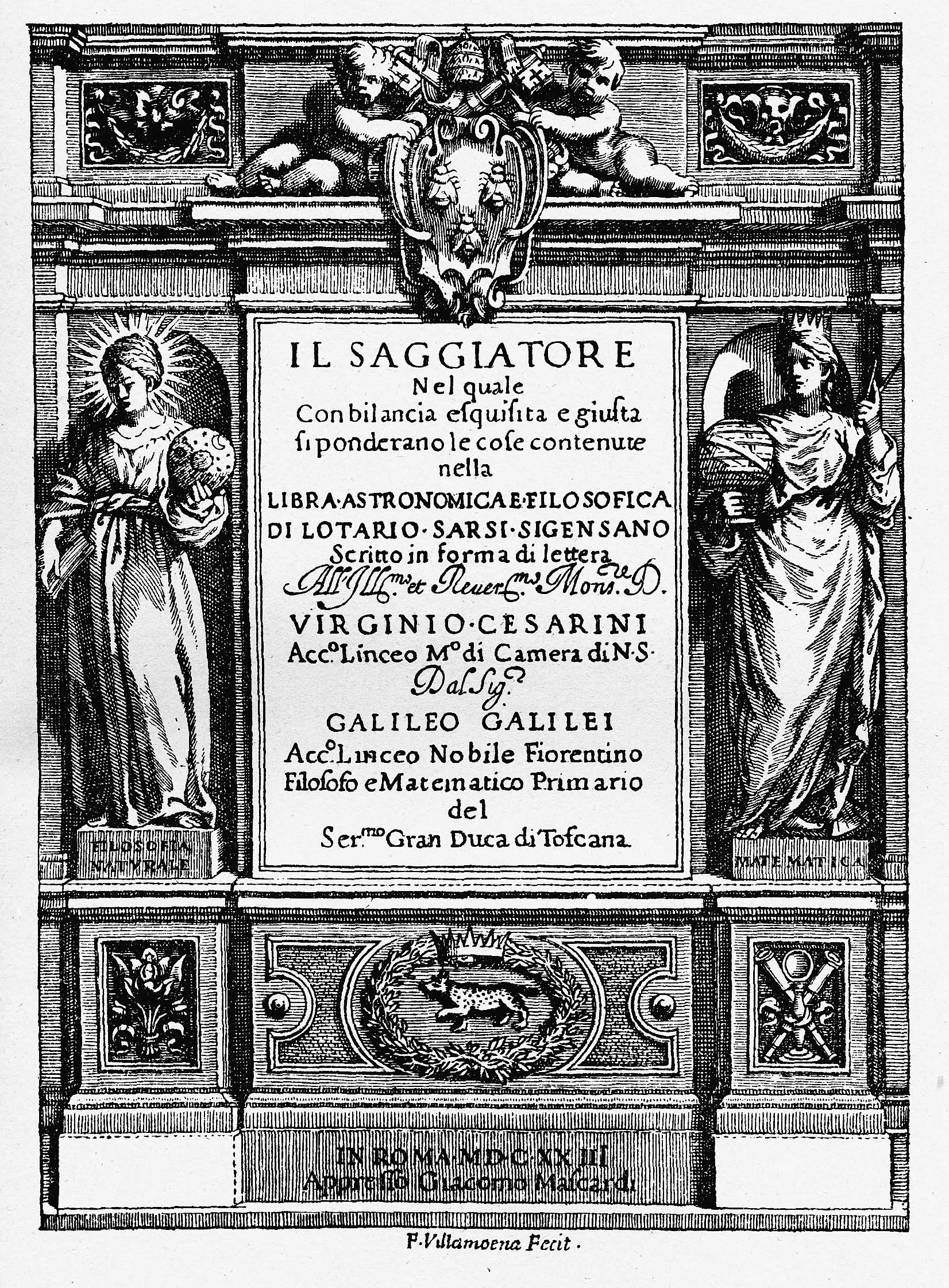
Titelseite von Il Saggiatore, Kupferstich von Francesco Villamena, 1623

1623 wurde Galileis alter Förderer, Kardinal Maffeo Barberini, zum Papst gewählt (Urban VIII.). Galilei widmete ihm sogleich seine Schrift Il Saggiatore (italienisch für Die Goldwaage). Sie enthielt eine Polemik gegen den Jesuitenpater Orazio Grassi über die Kometenerscheinungen von 1618 und behandelte atomistische und methodologische Fragen. In diesem Buch, an dem er seit 1620 gearbeitet hatte, äußerte Galilei seine berühmt gewordene Überzeugung, die Philosophie (nach dem Sprachgebrauch der Zeit ist damit die Naturwissenschaft gemeint) stehe in dem Buch der Natur, und dieses Buch sei in mathematischer Sprache geschrieben: Ohne Geometrie zu beherrschen, verstehe man kein einziges Wort. Unabhängig von Galileis eigener Position zu Alchemie und Astrologie gilt er seither als Begründer der modernen, mathematisch formulierten und an überprüfbaren Fakten orientierten Naturwissenschaften.
In Il Saggiatore griff er auf eine Theorie des Aristoteles über Meteore zurück und interpretierte die Kometen als erdnahe optische Effekte, vergleichbar den Phänomenen wie Regenbogen oder Polarlicht. Seine empirisch nicht fundierte Polemik gegen die Theorie der Kometen, die Tycho Brahe und Orazio Grassi vertraten, ist als indirekte Verteidigung des kopernikanischen Systems zu verstehen, das durch die Annahme sich nicht auf Kreisbahnen bewegender Himmelskörper bedroht gewesen wäre.
Das Werk Il Saggiatore wurde anonym wegen Atomismus und damit eines Verstoßes gegen die die Eucharistie betreffenden Dogmen des tridentinischen Konzils angezeigt. Unter Zuhilfenahme eines Gefälligkeitsgutachtens von Pater Giovanni Guevara ließen die Gönner Galileis im Vatikan diese Anzeige versanden. Der Wissenschaftshistoriker Pietro Redondi vermutet deshalb, dass auch dem Prozess 1633 eine Anzeige wegen Atomismus und damit häretischer Ansichten bezüglich des Abendmahls zugrunde liegt, die jedoch durch Intervention der eigens geschaffenen päpstlichen Untersuchungskommission auf die weit weniger brisante Frage des Kopernikanismus bzw. des Ungehorsams abgelenkt wurde.

### Dialog über die zwei Weltsysteme

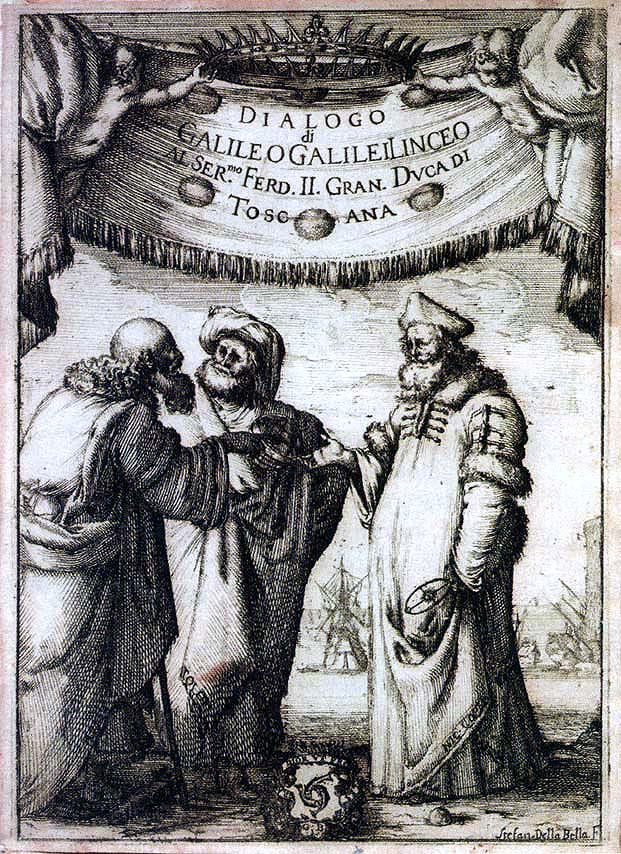
Titelblatt von Galileis Dialog: Aristoteles, Ptolemäus und Kopernikus diskutieren (Kupferstich von Stefano della Bella)

1624 reiste Galilei nach Rom und wurde sechs Mal von Papst Urban VIII. empfangen, der ihn ermutigte, über das kopernikanische System zu publizieren, solange er dieses als Hypothese behandle; den Brief von Bellarmin an Galilei aus dem Jahr 1616 kannte Urban VIII. damals nicht.
Nach langen Vorarbeiten und wieder unterbrochen durch Krankheiten, vollendete Galilei 1630 den Dialogo di Galileo Galilei sopra i due massimi sistemi del mondo, Tolemaico e Copernicano (Dialog von Galileo Galilei über die zwei hauptsächlichsten Weltsysteme, das ptolemäische und das kopernikanische). In diesem Buch erklärte Galilei unter anderem sein Relativitätsprinzip (Wahrnehmung von Bewegungen aus der Sicht eines Beobachters). Als vermeintlich stärkstes Argument für das kopernikanische System diente Galilei seine – irrige – Theorie der Gezeiten.
Im Mai 1630 reiste Galilei erneut nach Rom, um bei Papst Urban VIII. und dem für die Zensur verantwortlichen Inquisitor Niccolò Riccardi ein Imprimatur zu erwirken. Er erhielt daraufhin eine vorläufige Druckerlaubnis. Zurück in Florenz entschied Galilei aus verschiedenen Gründen, sich mit dem Imprimatur durch den Florentiner Inquisitor zu begnügen und das Werk in Florenz drucken zu lassen. Zwei dieser Gründe waren der Tod des Herausgebers Fürst Cesi, Gründers der Accademia dei Lincei, und eine Pestepidemie. Aufgrund verschiedener Schwierigkeiten, ausgelöst durch Riccardi, konnte der Druck aber erst im Juli 1631 beginnen. Im Februar 1632 erschien der Dialogo. Das Buch widmete Galileo Galilei dem Großherzog Ferdinando II. de’ Medici und händigte ihm das erste gedruckte Exemplar am 22. Februar aus.
In zweierlei Hinsicht setzte der Dialogo im aktuellen, astronomischen und eben auch weltanschaulich-theologischen Diskurs neue Akzente:
1. An die Stelle der damaligen Wissenschaftssprache Latein trat die Volkssprache Italienisch, denn die Diskussionen sollten gezielt über die Kreise der Wissenschaft hinausgetragen werden.[34] Die Abkehr vom Lateinischen für wissenschaftliche Publikationen hatte unmittelbare Vorbildwirkung und trug zur Errichtung des neuen Genres der populärwissenschaftlichen Literatur bei.[35]
2. Er verschwieg bewusst das von den Jesuiten – u. a. Clavius, Giovanni Riccioli, Grimaldi – favorisierte Tychonische Planetenmodell. Es hätte analog zu Kopernikus’ Modell einige Phänomene wie die zeitweise Venussichel und die veränderliche Größe der Planetenscheibchen erklärt. Im Kampf um die Deutungshoheit des astronomischen Weltbildes bekämpfte Galilei den Konkurrenten Tycho Brahe mit Totschweigen.

Der Zensurauflage, das Werk mit einer Schlussrede zugunsten des ptolemäischen Systems zu beschließen, meinte Galilei nachzukommen, indem er diese Rede in den Mund des einfältigen Dogmatikers Simplicio legte. Überdies beging er eine Fahrlässigkeit, indem er ein Hauptargument Barberinis (Urban VIII.) nicht ernst genug nahm, mit seiner Beweisführung und Überredungskunst das Gegenteil zu offenbaren meinte. Es ging dabei um die Frage, ob eine wissenschaftliche Theorie über die von ihr vorhergesagten Effekte hinaus Gewissheit haben könne, wo doch Gott diese Effekte jederzeit auch auf einem anderen Weg hätte hervorbringen können. Mit seinen überspitzen Bemerkungen im Dialogo hatte Galilei den Bogen aus Sicht des Papstes überspannt – dieser galt als leicht provozierbar – und hatte seine Protektion verspielt.
Mit der zeitlosen, bis heute andauernden Kontroverse um dieses eine Werk begreift Galilei-Experte Stillman Drake es als ein Sinnbild für die Gegensätzlichkeit von Glauben und Wissen:

“The book was destined to become a symbol of the struggle for freedom of inquiry and of a supposed inherent conflict between religion and science.”

„Das Buch war dazu bestimmt, ein Symbol für den Kampf zwischen der Freiheit der Untersuchung und einem angeblichen inneren Konflikt zwischen Religion und Wissenschaft zu werden.“

Zur wissenschaftlichen Tragweite des Dialogo kommentierte Albert Einstein, beeindruckt von der Galileischen Fassung des Relativitätsprinzips:

„Es war Galileo ja sogar direkt verboten worden, für die Lehre des Kopernikus einzutreten. Der Dialog stellt, abgesehen von seinem bahnbrechenden sachlichen Gehalt, einen geradezu schalkhaften Versuch dar, dies Gebot scheinbar zu befolgen, sich de facto jedoch darüber hinwegzusetzen.“

### Der Prozess gegen denDialog

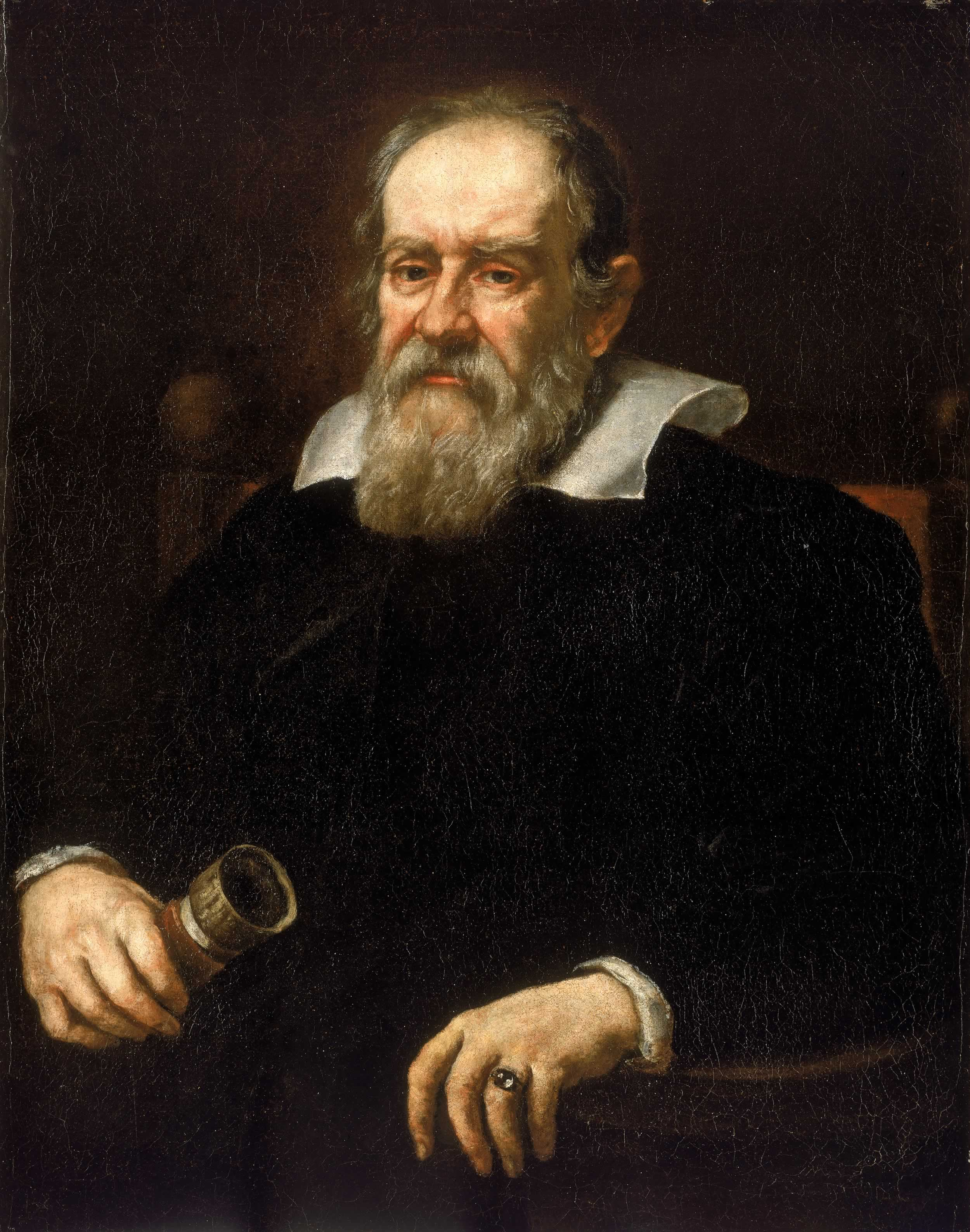
Galileo Galilei – Porträt von Justus Sustermans (1636)

Im Juli 1632 wies Riccardi den Inquisitor von Florenz an, er solle die Verbreitung des Dialogo verhindern. Im September bestellte der Papst Galilei nach Rom ein. Mit Bitte um Aufschub, ärztlichen Attesten, langwieriger Anreise und obendrein Quarantäne infolge der Pestepidemie verging jedoch der gesamte Winter.
In Rom wohnte Galilei in der Residenz des toskanischen Botschafters. Am 12. April 1633 wurde er offiziell vernommen und musste für 22 Tage eine Unterkunft der Inquisition beziehen. Am 30. April bekannte er in einer zweiten Anhörung, in seinem Buch geirrt zu haben, und durfte wieder in die toskanische Botschaft zurückkehren.
Am 10. Mai reichte er seine schriftliche Verteidigung ein und eine Bitte um Gnade. Am 22. Juni 1633 fand der Prozess im Dominikanerkloster neben der Basilika Santa Maria sopra Minerva statt. Zunächst leugnete Galilei, auf die Dialogform seines Werkes verweisend, das kopernikanische System gelehrt zu haben. Die Inquisition hielt ihm ein (nicht unterschriebenes) Protokoll vor mit dem Zusatz „noch auf irgendeine Weise zu lehren“ (nec docere et quovis modo) und einen offiziellen Befehl der katholischen Kirche missachtet zu haben, was als Ketzerei galt. Nachdem Galilei seinem „Irrtum in eitler Ruhmsucht und reiner Unwissenheit und Unachtsamkeit abgeschworen, sie verflucht und verabscheut“ hatte, wurde er zu lebenslanger Kerkerstrafe verurteilt und entkam somit der Hinrichtung auf dem Scheiterhaufen. Die Verurteilung Galileis war unter den zuständigen zehn Kardinälen strittig; drei von ihnen (darunter Francesco Barberini, der Neffe des Papstes) unterschrieben das Urteil nicht.
Galilei selbst hielt an seiner Überzeugung fest. Die Behauptung, der zufolge er beim Verlassen des Gerichtssaals gemurmelt haben soll, „Eppur si muove“ (und sie [die Erde] bewegt sich doch), gilt als nachträgliche Erfindung. Sie wurde schon bald nach seinem Tod verbreitet, wie ein spanisches Gemälde von circa 1643/45 mit diesen Worten zeigt, das 1911 entdeckt wurde.
Galilei sah zeitlebens die Kreisbahnen als zentralen Bestandteil des kopernikanischen Systems an und lehnte elliptische Bahnen aus diesem Grund ab. Kepler, mit dem er in Briefkontakt stand, hatte mit seinem Modell der Ellipsenbahnen praktisch alle Ungereimtheiten zwischen Beobachtung und dem heliozentrischen Weltbild beseitigt. Zur Rettung seines Konzepts der Kreisbahnen nahm Galilei in Kauf, dass es die beobachtete Position des Planeten Mars wesentlich schlechter voraussagte als die geozentrischen Modelle von Ptolemaios oder Brahe.
Dass Galilei die Kometen zu atmosphärischen Erscheinungen uminterpretierte, weil die alternative Erklärung von sich im Sonnensystem umherbewegenden Objekten sein Weltbild gefährdet hätte, dürfte der Glaubwürdigkeit seines Modells ebenfalls eher abträglich gewesen sein. Bei den nur unter großen Gefahren für das Augenlicht beobachtbaren Sonnenflecken kam hinzu, dass deren Zahl nach 1610 abfiel und sie von 1645 an sogar für fast 75 Jahre nahezu völlig ausblieben (sog. Maunderminimum).
Schließlich diskutierte Galilei in seinem Dialog wohlweislich nur die beiden Weltsysteme von Kopernikus und Ptolemäus. Letzteres hatte er anhand der Venusphasen empirisch widerlegt, nicht jedoch das tychonische Weltbild, das sich mit seinen Beobachtungen ebenfalls vertrug.
Matthias Berneggers lateinische Übersetzung von Galileis Dialogo erschien 1635 unter dem Titel Systema cosmicum im Verlag Elsevier in Leiden (gedruckt in Straßburg durch David Hautt).

### Hausarrest 1633–1642 und dieDiscorsi
Galilei blieb nach dem Urteil unter Arrest in der Botschaft des Herzogtums Toskana in Rom. Nach wenigen Wochen wurde er unter die Aufsicht des Erzbischofs von Siena Ascanio II. Piccolomini gestellt, der allerdings sein glühender Bewunderer war und ihn nach Kräften unterstützte. In Siena konnte er seine tiefe Niedergeschlagenheit über den Prozess und seinen Ausgang überwinden.
Nach fünf Monaten, im Dezember 1633, durfte er in seine Villa Gioiella in Arcetri zurückkehren, blieb jedoch unter Hausarrest, verbunden mit dem Verbot jeglicher Lehrtätigkeit. Als er wegen eines schmerzhaften Leistenbruchs um Erlaubnis bat, Ärzte in Florenz aufsuchen zu dürfen, wurde sein Gesuch abgelehnt mit der Warnung, weitere solche Anfragen würden zu Aufhebung des Hausarrestes und Einkerkerung führen.
Gemäß dem Urteil hatte er über drei Jahre lang wöchentlich die sieben Bußpsalmen zu beten; diese Verpflichtung übernahm seine Tochter Schwester Maria Celeste (Virginia) bis zu ihrem Tod im April 1634. Zudem wurden seine sozialen Kontakte stark eingeschränkt. Immerhin war es ihm gestattet, mit seinen weniger kontroversen Forschungen fortzufahren und seine Töchter im Kloster San Matteo zu besuchen. Sämtliche Veröffentlichungen waren ihm verboten, jedoch führte er einen ausgedehnten Briefwechsel mit Freunden und Gelehrten im In- und Ausland und konnte später zeitweilig Besucher empfangen, darunter Thomas Hobbes und John Milton, ab 1641 seinen ehemaligen Schüler Benedetto Castelli.
Galilei hatte seit längerem Probleme mit seinen Augen; 1637 erblindete er auf dem rechten Auge und 1638 vollständig, als Folge von Überanstrengung, Entzündungen, Glaukom und grauem Star. Jedoch entdeckte er noch kurz vor dem völligen Verlust seiner Sehkraft die Libration des Mondes und teilte das 1637/38 brieflich mit, nachdem er einen Spezialfall (parallaktische Libration) schon in seinem Dialog über die beiden Weltsysteme von 1632 geschildert hatte. Ein Gnadengesuch auf Freilassung wurde abgelehnt. Seine letzten Jahre verbrachte er in seinem Landhaus in Arcetri.

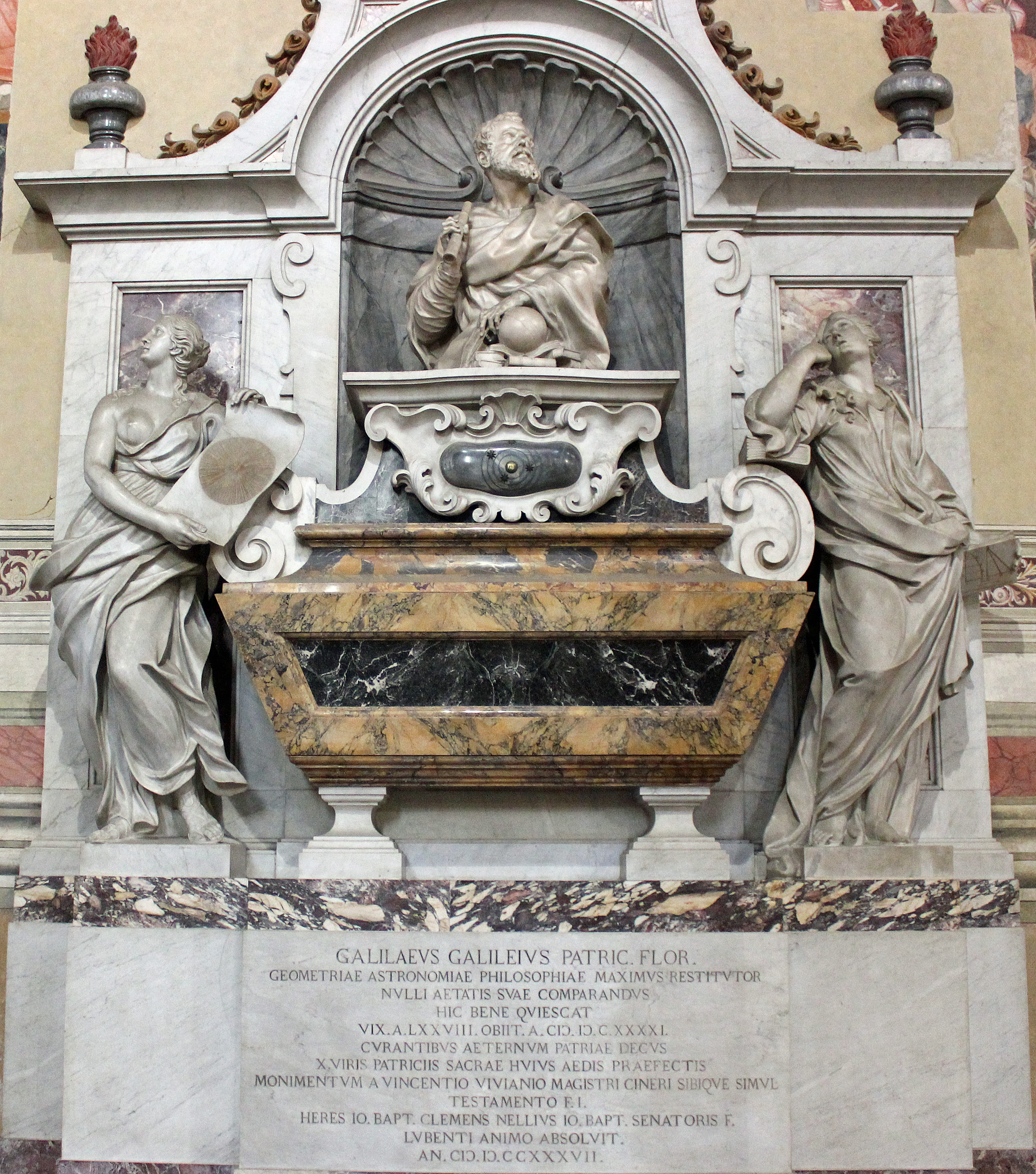
Grab des Galilei, Santa Croce, Florenz

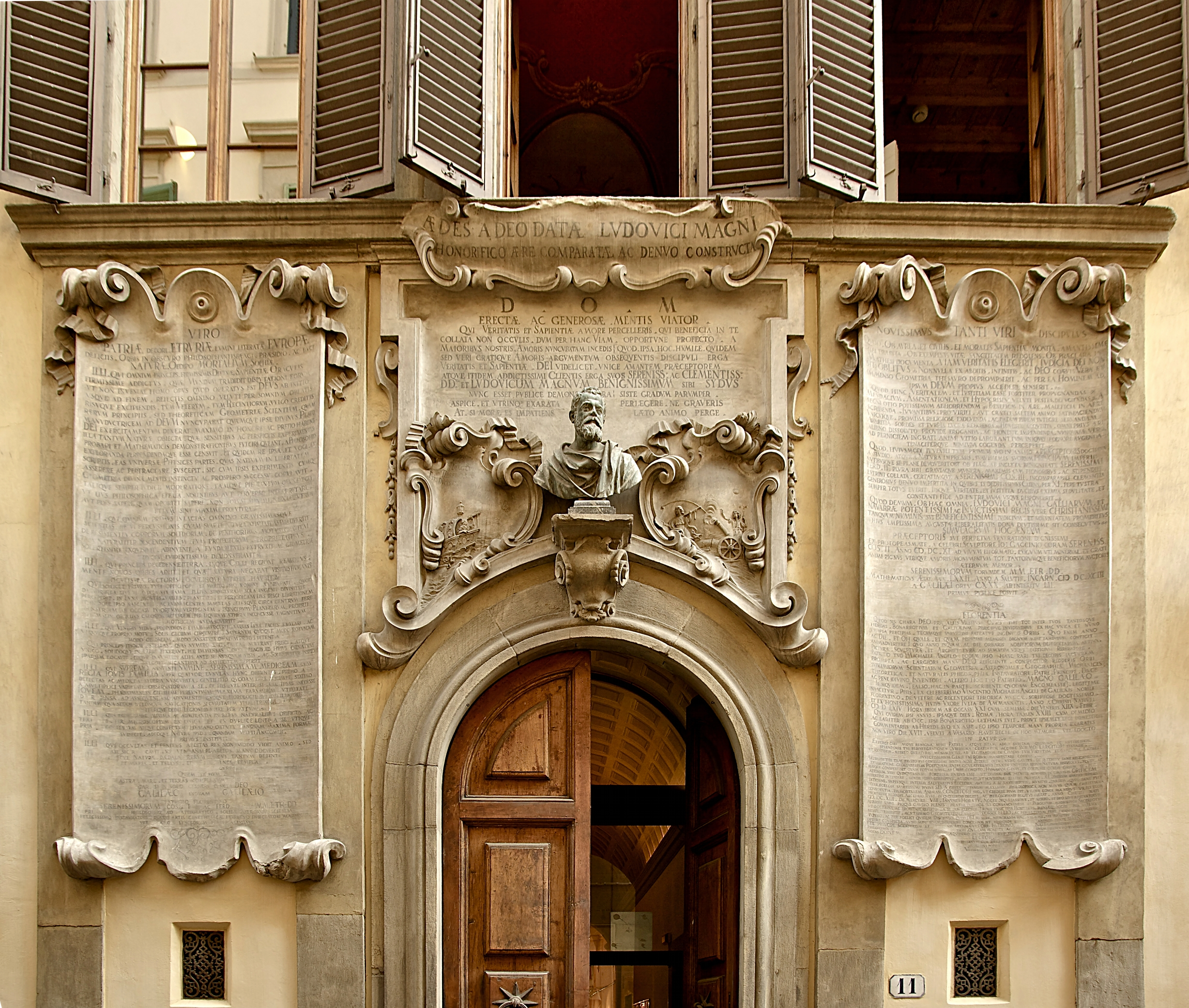
Vivianis „Palazzo dei Cartelloni“ in Florenz mit Gedenktafeln und Büste Galileis

Ab Juli 1633 (noch in Siena) und danach in Arcetri arbeitete Galilei an seinem physikalischen Hauptwerk Discorsi e Dimostrazioni Matematiche intorno a due nuove scienze (Discorsi). Obwohl das Inquisitionsurteil kein explizites Publikationsverbot enthielt, stellte sich eine Veröffentlichung im Einflussbereich der katholischen Kirche als unmöglich heraus. So erschien der Erstdruck des italienischen Texts der Discorsi mit 336 Seiten im Jahr 1638 ebenfalls bei Elsevier.
Inhaltlich griff Galilei in den Discorsi Ansätze und Ergebnisse aus seinen frühen Jahren wieder auf. Die beiden neuen Wissenschaften, die Galilei darin begründet, sind in moderner Sprache Festigkeitslehre und Kinetik. Er wies unter anderem nach, dass die bogenförmige Bewegung eines Geschosses aus zwei Komponenten zusammengesetzt ist: Die horizontale mit konstanter Geschwindigkeit in Folge der Trägheit, die nach unten gerichtete mit zeitproportional zunehmender Geschwindigkeit durch konstante Beschleunigung. Das Zusammenwirken beider führt zu einer parabelförmigen Flugbahn. In dem Buch findet sich auch ein Paradoxon über das Unendliche (Galileis Paradoxon), dessen zugrundeliegende Ideen erst viel später im 19. Jahrhundert von Georg Cantor ausgebaut wurden.
Im Spätherbst 1641 löste Evangelista Torricelli den seit 1639 für Galilei tätigen Begleiter Vincenzo Viviani als Assistent und Privatsekretär ab, doch war bereits klar, dass Galilei nicht mehr lang zu leben hatte. Er starb am 8. Januar 1642 in Arcetri. Ein feierliches Begräbnis in einem prunkvollen Grab, das der Großherzog vorgesehen hatte, wurde unterbunden. Er wurde zunächst anonym in Santa Croce in Florenz beigesetzt. Erst ungefähr 30 Jahre später erfolgte die Kennzeichnung des Grabes mit einer Inschrift. Die heute vorhandene repräsentative Grabstätte in Santa Croce wurde durch eine Stiftung des Galilei-Assistenten Vincenzo Viviani finanziert und 1737 fertiggestellt.
1693 brachte sein jüngster Schüler Viviani an der Vorderfront seiner neu erbauten Villa in der Via Sant’Antonino in Florenz eine Büste und Gedenktafeln mit umfangreichen lateinischen Epigraphen als Widmung für Galilei an. Seitdem wird sie als „Palazzo dei Cartelloni“ (Palast der Plakate) bezeichnet. Die von Giovanni Battista Foggini geschaffene Büste basiert auf einem Terrakottamodell von Giovanni Caccini aus dem Jahr 1610. Da die öffentliche Erwähnung des kopernikanischen Weltbilds immer noch untersagt war, verwies Viviani stattdessen auf den pythagoreischen Philosophen Philolaos als Begründer des heliozentrischen Systems.

## Galilei und die Kirche

### Wissenschaftlicher Kampf und seine späte Rehabilitierung
Trotz der turbulenten Zeit, in der es der Kirche mithilfe der Dominikaner- und Jesuitenorden gerade erst gelungen war, ihren Einfluss in Italien im Kampf gegen die Reformation wieder zu festigen, gab es in der Kirche bedeutende Personen, die den neuen Erkenntnissen der Wissenschaften sehr offen gegenüberstanden und sie sogar förderten. Für Galileo war insbesondere Kardinal Maffeo Barberini wichtig, der Galileos Leistungen in einem Gedicht pries und als späterer Papst Urban VIII. seinen Freund mit Privataudienzen, Renten und Orden ehrte. Galileo selbst bezog sich als frommer Katholik auf das Urteil wichtiger Kirchenväter wie Origenes, Basilius und Augustinus, die der Bibel keine Autorität in „Streitfragen über Naturelemente“ zubilligten. Dies wurde auch von mächtigen kirchlichen Stimmen, die eine wörtliche Auslegung der Heiligen Schrift ablehnten mit der Argumentation, dass Glauben und Wissenschaft getrennte Sphären seien, offensiv vertreten. So schrieb Kardinal Bellarmin, dass man, läge ein wirklicher Beweis für das heliozentrische System vor, bei der Auslegung der heiligen Schrift in der Tat vorsichtig vorgehen müsse. Ausdruck des zunächst vorhandenen kirchlichen Wohlwollens ihm gegenüber ist die recht milde Ermahnung von 1616, Galilei sei im „Irrtum des Glaubens“ und möge darum „von einer Verbreitung des kopernikanischen Weltbildes absehen“.

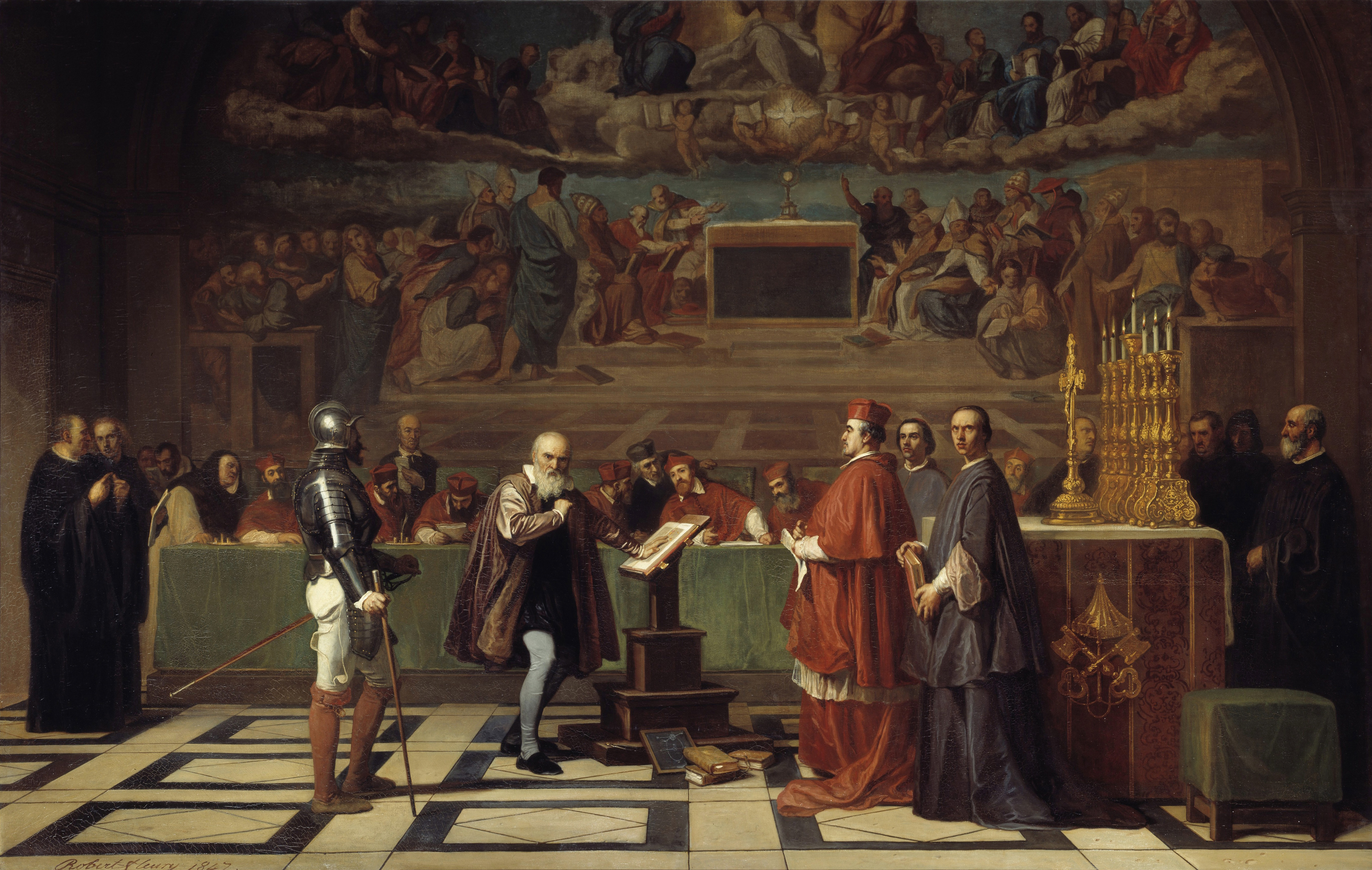
Galileo Galilei vor der Inquisition im Vatikan 1632 – Gemälde von Joseph Nicolas Robert-Fleury aus dem Jahr 1847

Erst nachdem Galilei 1632 mit dem Dialogo, für den er von Papst Urban VIII. persönlich grünes Licht bekommen hatte unter der Bedingung, die damals noch nicht beweisbare Theorie (es existierten andere konkurrierende Theorien wie das tychonische Weltmodell) als solche zu bezeichnen, sich dieser Weisung (nach Meinung der Einflüsterer des Papstes) vermeintlich widersetzt hatte und wieder für das kopernikanische Weltbild als gesichertes Faktum eingetreten war (und die ersten Exemplare provokant an seine erklärten Gegner wie z. B. den Inquisitor Serristori geschickt hatte), wurde ein formales Verfahren gegen ihn eröffnet. Auch jetzt noch war das Klima, verglichen mit anderen Häresieprozessen, freundlich und das Urteil milde. Nachdem Galilei geschworen hatte, „stets geglaubt zu haben, gegenwärtig zu glauben und in Zukunft mit Gottes Hilfe glauben zu wollen alles das, was die katholische und apostolische Kirche für wahr hält, predigt und lehret“, erhielt er lediglich Kerkerhaft, die bereits am nächsten Tag in Hausarrest umgewandelt wurde. In einem Kerker hat Galilei nie eingesessen.
Die Tragik von Galileis Wirken liegt darin, dass er als ein zeitlebens tiefgläubiges Mitglied der Kirche den Versuch unternahm, ebendiese Kirche vor einem verhängnisvollen Irrtum zu bewahren. Seine Intention war es nicht, die Kirche zu widerlegen oder zu spalten, vielmehr war ihm an einer Reform der Weltsicht der Kirche gelegen. Seine verschiedenen Aufenthalte in Rom bis zum Jahr 1616 hatten auch den Zweck, Kirchenmänner wie Bellarmin davon zu überzeugen, dass die Peripatetiker nicht unfehlbar waren und Aussagen astronomischen Gehalts in der Heiligen Schrift nicht immer buchstabengetreu gelesen werden müssten. Auch war Galilei davon überzeugt, die Werke Gottes durch Experiment und Logik früher oder später vollständig klären zu können. Papst Urban VIII. dagegen vertrat die Auffassung, dass sich die vielfältigen, von Gott bewirkten Naturerscheinungen teilweise dem beschränkten Verstand der Menschen für immer entzögen.
Im Jahr 1638 besuchte der Puritaner John Milton Galilei in Florenz und beschrieb ihn als „Gefangenen der franziskanischen und dominikanischen Gedankenpolizisten“, was für die folgenden Jahre der Tenor der protestantischen Vorwürfe bleiben sollte.
Der Inquisitionsprozess gegen Galilei hat zu endlosen historischen Kontroversen und zahlreichen literarischen Bearbeitungen angeregt; unter anderem in Bertolt Brechts Leben des Galilei.
1718 erlaubt die Kirche einen Nachdruck von Galileis Werken in Florenz, jedoch ohne Dialogo. 1741 gewährte die römische Inquisition auf Bitte Benedikts XIV. das Imprimatur auf die erste Gesamtausgabe der Werke Galileis inklusive einer mild zensierten Version des Dialogo. Unter Pius VII. wurde 1822 erstmals ein Imprimatur auf ein Werk des Kanonikers Giuseppe Settele erteilt, das das kopernikanische System als physikalische Realität behandelte. Für Nicht-Kleriker war das Interdikt wohl längst belanglos geworden.
1979 beauftragte Johannes Paul II. die Päpstliche Akademie der Wissenschaften, den berühmten Fall aufzuarbeiten. Bei der Übergabe des Kommissionsberichtes am 31. Oktober 1992 erklärte Johannes Paul II., dass die Verurteilung Galileis ein Fehler gewesen sei, der auf unzureichender Berücksichtigung des Verhältnisses von kirchlicher Lehre und Wissenschaft beruht habe. Am 2. November 1992 wurde Galileo Galilei von der römisch-katholischen Kirche formal rehabilitiert. Es war sogar geplant, Galilei durch eine Statue im Vatikan zu ehren, 2013 rückte der Vatikan davon aber ohne Angabe von Gründen ab, obwohl ein Modell bereits hergestellt worden war und ein Sponsor existierte. Im November 2008 distanzierte sich der Vatikan erneut von der Verurteilung Galileis durch die päpstliche Inquisition. Der damalige Papst Urban VIII. habe das Urteil gegen Galilei nicht unterzeichnet, Papst und Kurie hätten nicht geschlossen hinter der Inquisition gestanden.

### Frage seiner Persönlichkeit
Galilei galt in wissenschaftlichen Fragen als eine streitbare Persönlichkeit, um der Sache willen mit seinen Diskussionspartnern erbarmungslos und ihnen in der Vielseitigkeit seiner Argumentationslinien überlegen. Einige Historiker gehen so weit, darin auch die „wahren Gründe für die Verfolgungen“ und Anfeindungen zu sehen, die Galilei zu erdulden hatte, und die „in seiner krankhaften Reizbarkeit und Rechthaberei, seinem Mangel an diplomatischem Takt und Kunst der Menschenbehandlung“ lagen, wie auch in seiner provokanten Schriftart, in dem unvermittelt „religiöse Spekulationen mit exakten Untersuchungen“ der empirischen Wissenschaften „vermengt“ wurden.
Nicht zuletzt wird hierin auch der Grund gesehen, dass Galilei diejenige „wissenschaftliche Revolution des 17. Jahrhunderts“ gelungen war, die von so vielen Wissenschaftlern vor ihm eingeläutet und vorbereitet wurde. Und das war, die damals noch fest etablierte Aristotelische Physik in toto als ein tragendes Weltbild in Frage zu stellen und ihr andere Entwürfe entgegenzustellen.

## Wissenschaftliche Leistungen

### Mitbegründer der naturwissenschaftlichen Methode
Galilei gilt als wesentlicher Begründer der modernen Naturwissenschaften. In dieser Hinsicht wird er häufig mit anderen großen Naturforschern genannt, allen voran mit N. Kopernikus vor ihm, mit seinen Zeitgenossen J. Kepler, F. Bacon und M. Mersenne sowie mit den wegbereitenden Nachfolgern C. Huygens und I. Newton. Mit seinen Erläuterungen einer neuen, naturwissenschaftlichen Methode, mit seiner „Geduld bei der Beobachtung und [der] grossen Kühnheit im Aufstellen von Hypothesen“ wurde er schon zu Lebzeiten Teil einer neuen Wissenschaftsauffassung von der Natur selbst.
Galileis Verdienst im historischen Zusammenhang ist die Verbreitung und Anwendung dieser grundlegenden Methode aller Naturwissenschaften. Sie umfasst (mindestens) die folgenden Merkmale:
- Skepsis: die Verwerfung aller Argumente, die ausschließlich auf Tradition und Autorität beruhen; man müsse ‹die Wahrheit in der Natur suchen, nicht in Texten›[69]
- Experiment: die Selbstständigkeit der experimentellen Forschung allen philosophischen und theologischen Lehrsätzen gegenüber
- Mathematisierung: uneingeschränkte Anwendung aller mathematischen Methoden beim Aufstellen und Belegen von Hypothesen
- Abstraktion: bewusstes Einschränken oder Entfernen der quantitativen Abhängigkeiten, Idealisieren zu Modellen der Wirklichkeit; dadurch minimale qualitative und metaphysische Ursachenforschung

Die letzten beiden Merkmale enthalten Galileis Beschreibung der Naturphänomene von der mathematischen Kinetik aus, das genuin neuartige Vorgehen, das oftmals nur mit Galilei in Verbindung gebracht wird und das einen Neuanfang in der mechanischen Naturbeschreibung bedeutet. Die Beschäftigung mit wenigen als relevant erachteten Abhängigkeiten und die eingehende (mathematische) Beschäftigung mit Fehlerquellen (Abweichungsdiskussionen) gehören dazu.
Hierzu einige Wortlaute aus Galileis Schriften:

„Darum sage ich nicht, dass man Aristoteles nicht hören soll, ja ich lobe es, ihn einzusehen und fleißig zu studieren. Ich tadele nur, wenn man auf Gnade oder Ungnade sich ihm ergibt, derart, dass man blindlings jedes seiner Worte unterschreibt und, ohne nach anderen Gründen zu forschen, diese als ein unumstößliches Machtgebot anerkennen soll. […]
Darum, Signore Simplicio, bringt uns Euere Beweise oder des Aristoteles Gründe und Beweise, nicht aber Zitate und bloße Autoritäten; denn unsere Untersuchungen haben die Welt der Sinne zum Gegenstand, nicht eine Welt von Papier. […]
Die richtige Methode, um zu erforschen, ob man der Erde eine Bewegung zuschreiben kann und welche, besteht also darin, dass man untersucht und beobachtet, ob sich an den Körpern außerhalb der Erde eine scheinbare Bewegung wahrnehmen lässt, die gleichermaßen ihnen allen zukommt.“

„Was sollen wir hierzu sagen, Herr Simplicio? Ist nicht die Geometrie das mächtigste Werkzeug zur Schärfung des Verstandes, das uns zu jeglicher Untersuchung befähigt? Wie hatte doch Plato Recht, wenn er allem zuvor seine Schüler gründlich in der Mathematik unterrichtete? Ich hatte doch vollkommen das Hebelgesetz erfasst, das Zunehmen und Abnehmen der Momente der Kraft und des Widerstandes mit den Armeslängen: trotzdem habe ich im vorliegenden Problem mich geirrt, und der Fehler ist nicht klein, sondern unendlich groß.“

„Über alle die unendlich verschiedenen Möglichkeiten hinsichtlich der Schwere, der Geschwindigkeit und der Gestalt kann keine Theorie gegeben werden. Übrigens muss selbst, um diesen Gegenstand [der Wurfbewegungen] wissenschaftlich zu handhaben, zuerst von Schwierigkeiten abstrahiert werden (ital: bisogna astrar da essi), es müssen, abgesehen von Hindernissen, die bewiesenen Theoreme praktisch geprüft werden, innerhalb der Grenzen, die die Versuche uns selbst vorschreiben.“

### Programm zu einem mechanistischen Weltbild
Mehrere Historiker sind der Auffassung, in Galileis naturwissenschaftlicher Methode ein «Programm» oder eine «Einstellung» zu einer mechanisch interpretierten Welt zu sehen, die von besonderen Gesetzmäßigkeiten bestimmt wird. Die materiellen Gesetze haben ihren Prüfstein an der sinnlichen Erfahrung. Dieses Programm steht einer philosophischen, ‹metaphysischen› Begriffsbestimmung, wie sie durch die überlieferte aristotelische Physik noch bis ins späte Mittelalter vorherrschte, gegenüber. Folgende, häufig zitierte Passage aus dem Dialogo verdeutlicht das. Dass diese Passage von Simplicio ausgesprochen wird, darf als Indiz dafür gesehen werden, dass es sich um keine ironische Bemerkung handelt, sondern dass es Galileis unanzweifelbarer Ernst ist.

„Die Philosophen beschäftigen sich im wesentlichen mit dem Universellen; sie ermitteln die Definitionen und die allgemeinsten Kriterien, im einzelnen überlassen sie die nötigen Kunstgriffe und Nebendinge, welche dann nur mehr Kuriositäten sind, den Mathematikern. Aristoteles hat sich begnügt, vortrefflich zu definieren, was im allgemeinen Bewegung ist, die Haupteigenschaften der Ortsbewegung nachzuweisen, dass es nämlich eine natürliche und gewaltsame, eine einfache und zusammengesetzte, eine gleichmäßige und beschleunigte Bewegung gibt. Bei der beschleunigten hat er sich begnügt, den Grund der Beschleunigung nachzuweisen, überlässt hingegen die Erforschung des Verhältnisses gedachter Beschleunigung und anderer Einzelfragen dem Mechaniker oder sonst einem untergeordneten Techniker.“

Mit Blick zurück auf die aristotelische Tradition bedeutet eine solche ‹Änderung des Verhältnisses› den prinzipiellen Wechsel fort von einer Substanz- oder Wesensontologie hin zu relationalen Bestimmungen der mechanischen Physik. Fortan stehen geometrische und kinetische Gesetzgebungen am Anfang der Naturwissenschaft. Kennzeichnend dafür sind raumzeitliche Qualitäten, denen allein Objektivität zugeschrieben wird, ein Wandel, der in besonderem Maße in der philosophischen Phänomenologie mit dem Namen Galilei verbunden wird.

### Neuzeitliches Naturverständnis
Die Natur wird von Galilei nicht mehr unabhängig vom technischen Eingriff verstanden, wie es noch in der scholastischen Denkweise der Fall war, sondern sie wird zu einem umfassenden Forschungsfeld des technischen Eingriffs. Im Umkehrschluss heißt das: Die mechanische Konstruktion wirkt niemals gegen die Natur, sie kann niemals die Natur in ihrer Eigenständigkeit und Unergründbarkeit hintergehen oder betrügen. Durch technische Instrumente können die mechanischen Effekte der Natur (möglichst vollständig) durchschaut werden; keine ihrer Wirkungen bleibt ein bloßes Wunder.
Schon in seiner frühen Mechanikschrift Le Mecaniche (1593/1634) äußert Galilei dieses naturphilosophische Bekenntnis mit den einleitenden Worten:

« Avant que d’entreprendre la speculation des instrumens de la Mecanique, il faut remarquer en general les commoditez, et les profits que l’on en peut tirer, afin que les artisans ne croyent pas qu’ils puissent servir aux operations, dont ils ne sont pas capables, et que l’on puisee lever de grands fardeaux avec peu de force: car la nature ne peut estre trompée, ni ceder a ses droits. »

„Bevor man die Überlegung zu den Werkzeugen der Mechanik unternimmt, muss man ganz im Allgemeinen die Annehmlichkeiten bemerken, wie auch die Vorzüge, die man daraus ziehen kann, damit die Handwerker nicht glauben, dass sie Unternehmungen ausführen könnten, zu denen jene gar nicht in der Lage sind, so dass man große Lasten mit wenig Kraft anheben könne. Denn die Natur kann nicht getäuscht werden, noch können ihre Rechte versagen.“

Mit der umfassenden Technisierbarkeit der Natur löste Galilei materielle Grundannahmen der aristotelischen Physik auf. Im Naturverständnis zeigte sich das vor allem darin, was er alles nicht zum Gegenstand seiner Hauptschriften machte. Anstelle der Vier-Elemente-Lehre, die zudem noch ein fünftes Himmelselement, den Äther, unterscheidet, betrachtete er nur noch eine körperliche Materie. Ihre Eigenschaften werden auf beobachtbare Abhängigkeiten hin untersucht. Die Mechanik und Technik ist fortan nicht mehr ‹der Physik opponiert›, wie es noch in der Antike und im Mittelalter der Fall war.
So umfasst der Erhaltungsgedanke in der Natur, der auch der aristotelischen Mechanik ganz wesentlich ist, nicht nur alle ‚natürlichen‘ Bewegungsabläufe, sondern auch alle ‚gewaltsamen‘ der technischen Maschinen. Umgekehrt bleiben nun ‚gewaltsame‘ Bewegungsformen und ihre Gesetzmäßigkeiten nicht mehr auf erfundene Maschinen beschränkt, sondern schließen die der Natur mit ein. Sie alle bedürfen keiner weiteren Begründung außerhalb der wahrnehmbaren, körperlichen Materie. Die mathematische Kinetik als Neuanfang ist somit das Ergebnis dieses Verzichts.

“Il tentar l’essenza, l’hò per impresa non meno impossibile, e per fatica non men vana, nelle prossime sustanze elementari, che nelle remotissime e celesti.”

„In das Wesen der Erscheinungen einzudringen halte ich ebenso für ein unmögliches Unterfangen wie eine leere Mühe, und zwar bei den nächsten elementaren wie bei den entferntesten himmlischen Substanzen.“

Zudem übertrug Galilei die Eigenschaften der körperlichen Materie (wie schon Kepler) für alle Deutungen seiner beobachteten Planeten- und Mondformationen im Sidereus Nuntius. Er vereinheitlichte sie so in den Bereich der Himmelsmechanik.
Auch im späteren Dialogo greift Galilei die Homogenität aller Weltmaterie auf. Er versucht in einer Passage, Simplicios Unterscheidung zwischen grober irdischer Materie, aus der etwa Gebirge und Wolken gemacht seien und die Licht dunkler reflektiere, und der Himmelsmaterie (oder Quintessenz) zu widerlegen, aus der auch der Mond bestehen soll und die das Licht deutlich heller streuen würde.

„[Salv.:] Nun habt Ihr selbst schon eingestanden, den Mond bei Tage zwischen weißlichen Wolken gesehen zu haben, ohne dass sein Aussehen von diesen wesentlich verschieden gewesen wäre. Damit gebt Ihr von vornherein zu, dass diese Wölkchen, die doch aus elementaren Substanzen bestehen, dieselben Beleuchtung, ja noch stärkere zu erlangen vermögen als der Mond. Ihr braucht Euch nur zu vergegenwärtigen, wie Ihr so manchmal gewaltige, schneeweiße Wolkenmassen gesehen habt; wenn eine solche Wolke ihre Beleuchtung in tiefer Nacht noch behalten könnte, so würde sie zweifelsohne die Umgebung mehr erhellen als hundert Monde. Wären wir nun gewiss, dass die Erde in gleichem Maße wie eines dieser Wölkchen von der Sonne beleuchtet würde, so würde sie unzweifelhaft ebenso glänzen wie der Mond. Jeder Zweifel daran aber schwindet, wenn wir die nämlichen Wolken in der Nacht ebenso dunkel bleiben sehen wie die Erde. Ja noch mehr, keiner von uns ist der Täuschung entgangen, wenn er einmal in der Ferne tiefergehende Wolken gesehen hat, zu zweifeln, ob es Wolken oder Berge seien, ein deutliches Zeichen, dass die Berge nicht weniger leuchten als jene Wolken.“

### Kinetik – gleichmäßige Beschleunigung
Der eben skizzierte Neuanfang in der Methode geht insbesondere zusammen mit Galileis neuem Herangehen an die Mechanik. Er geht von der Bewegungslehre (Kinetik) aus, der er sich am dritten und vierten Tag in den Discorsi ausführlich und mathematisch streng in der Struktur von Grundannahmen (‹Axiomen›), Theoremen und geometrischen Beweisen zuwendet. Bereits zu Galileis Lebzeiten und in seiner Nachfolge gehörten allein diese Kapitel seines wissenschaftlichen Schaffens schon zu dessen «hervorragendsten Leistungen», von denen J. L. Lagrange später in der Einleitung des Dynamikteils seiner Analytischen Mechanik sagen wird: «es gehöre ein außerordentliches Genie dazu, sie zu verfassen, man werde dieselben nie genug bewundern können».
Galilei kündigt die Kinetik in seinem Buchtitel selbstbewusst als „neuen Wissenszweig“ an:

„Über einen sehr alten Gegenstand bringen wir eine ganz neue Wissenschaft. Nichts ist älter in der Natur als die Bewegung, und über dieselbe gibt es weder wenig noch geringe Schriften der Philosophie. […] Einige leichtere Sätze hört man nennen: wie zum Beispiel, dass die natürliche Bewegung fallender schwerer Körper eine stetig beschleunigte sei. In welchem Maße aber diese Beschleunigung stattfinde, ist bisher nicht ausgesprochen worden; denn so viel ich weiß, hat Niemand bewiesen, dass die vom fallenden Körper in gleichen Zeiten zurückgelegten Strecken sich zueinander verhalten wie die ungeraden Zahlen. Man hat beobachtet, dass Wurfgeschosse eine gewisse Kurve beschreiben; dass letztere aber eine Parabel sei, hat Niemand gelehrt. [… Hierzu] wird die Bahn geebnet, zur Errichtung einer sehr weiten, außerordentlich wichtigen Wissenschaft, deren Anfangsgründe diese vorliegende Arbeit bringen soll, in deren tiefere Geheimnisse einzudringen Geistern vorbehalten bleibt, die mir überlegen sind.“

Dazu gehört, dass Galilei unter den ‚einfachen‘ Bewegungen erstmals die Beschleunigung als die für die Mechanik wesentliche Größe mathematisch präzise untersuchte und zugrunde gelegt hat.

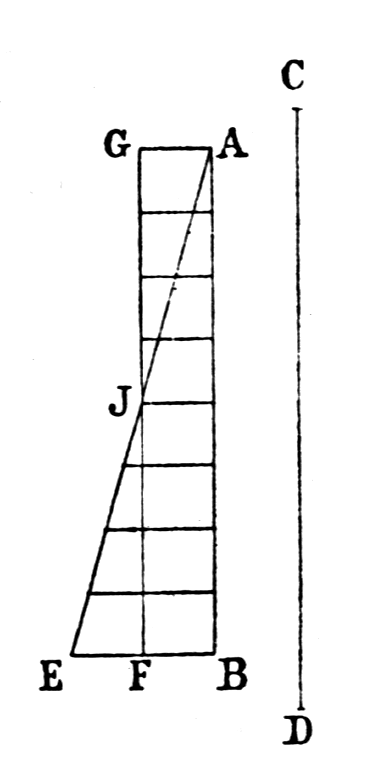
Graphische Methode zum Beweis des Beschleunigungsgesetzes nach Galileis Discorsi (1638)

Dabei greift er auf das Verfahren der graphischen Methode zur Darstellung von Bewegungsgrößen nach N. v. Oresme zurück, wandelt aber die kinetische Bedeutung der geometrischen Figuren um. Auf diese Weise gelangt Galilei zu anderen Bewegungsgesetzen als die Scholastiker.
Im Diagramm wird mit der Strecke AB «die Zeit» dargestellt, während die horizontalen Parallelen bis herunter zu AB die «wachsenden Geschwindigkeitswerte». Somit erkennt man hierin die Darstellung zweier {\displaystyle t}-{\displaystyle v}-Diagramme, einmal für eine gleichmäßige Beschleunigung {\displaystyle \Delta v=a\cdot \Delta t} (Linie AE) und für eine gleichförmige Bewegung {\displaystyle \Delta v=0} (Linie GF). Galilei Schluss auf die zurückgelegten Strecken zeigt sich unmittelbar über das in den Figuren «Enthaltene». Die Flächengleichheit zeigt das klassische Ergebnis, aus denen Galilei die Beschleunigungsgesetze direkt folgern wird:

„Folglich werden zwei Körper gleiche Strecken in ein und derselben Zeit zurücklegen, wenn der eine aus der Ruhe gleichförmig beschleunigt sich bewegt, der andere mit gleichförmiger Geschwindigkeit gleich dem halben Betrage des bei beschleunigter Bewegung erreichten Maximalwertes.“

Anders als in der traditionellen Bewegungslehre nach Aristoteles erhält die mathematische Kinetik den zentralen wissenschaftlichen Platz zu Beginn aller Mechanik, wohingegen die Ursachenforschung in dem Bereich der Metaphysik verwiesen und als zweitrangig erachtet wird. Die Empirie ersetzt bloß rationale Definition, wird zum neuen Prüfstein der begrifflichen Konstruktion. Die experimentelle Beobachtung sei vor allem deswegen geboten, weil insbesondere die als evident erachteten Bewegungsgesetze oftmals nicht so in der Wirklichkeit wiedergefunden werden.

„Ebenso haben möglicher-, ja notwendigerweise auch jene [Autoren] gehandelt, sich nämlich auf ihre Vorgänger verlassen, ohne dass man jemals auf einen käme, der den Versuch wirklich angestellt hätte. Denn jeder, der das tut, wird finden, dass sich das gerade Gegenteil von dem ergibt, was man geschrieben liest.“

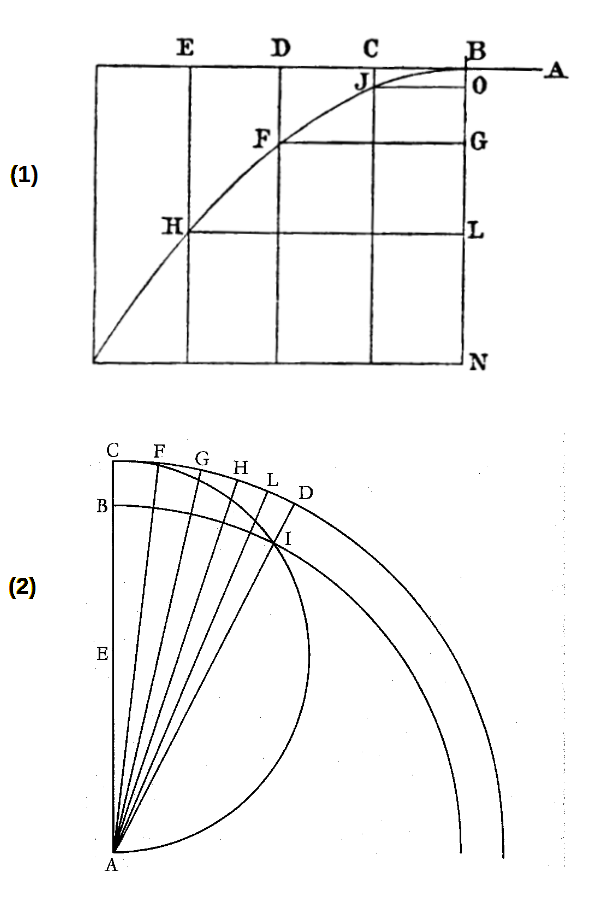
(1): Galileis Illustration des waagerechten Wurfs in den Discorsi (1638) - (2): Anwendung des waagerechten Wurfs im Dialogo (1632) zur Illustration einer gleichförmigen tangentialen Kreisbewegung

Die prinzipiellen Gegensätze zwischen Ruhe und Bewegung sowie zwischen natürlicher und unnatürlicher (oder erzwungener) Bewegung werden von Galilei an vielen Anwendungsbeispielen in Frage gestellt. Anstelle dessen setzt er den Gegensatz zwischen einfachen und zusammengesetzten Bewegungen, die nunmehr die Bedeutung als rein mathematische Komponenten von gerichteten, kontinuierlichen Bewegungsgrößen (Vektoren) erhalten und die entweder gleichförmig ({\displaystyle s(t)=v_{0}\cdot t}) oder gleichmäßig beschleunigt ({\displaystyle s(t)=\alpha \cdot t^{2}}) sind, an den Anfang jeder theoretischen Untersuchung.

### Ballistik und Superpositionsprinzip
Galilei eröffnet das Superpositionsprinzip der Bewegungen. Demnach wird der waagrechte Wurf in eine einfache, horizontale Komponente der Bewegung {\displaystyle x(t)=v_{x}\cdot t}, die gleichförmig ist und in eine einfache, vertikale Komponente der Bewegung {\displaystyle y(t)=\alpha _{y}\cdot t^{2}} zerlegt, die als voneinander unabhängig behauptet werden. Auch der schräge Wurf wird hieraus entwickelt.
Galilei ist sich beim waagrechten Wurf der Radikalität der an sich wirklichkeitsfremden Idealisierung bewusst und bemüht umfangreiche Fehlerdiskussionen. Abweichungen vom Ideal durch Luftwiderstand oder durch die die ‚natürliche‘ Anziehung zum Weltmittelpunkt müssen sich hierbei als streng vernachlässigbar herausstellen, um die Hypothese aufrechtzuerhalten.
Überzeugt von der Richtigkeit des Superpositionsprinzip, widerlegt Galilei am zweiten Tag der Dialogo traditionelle empirische Kennzeichen für die Ruhe oder für die Bewegung der Erde. Die Beobachtungen auf der Erde allein geben es nicht her. Die Existenz der Erddrehung könne auch unabhängig von der erzwungenen Bewegung der Erdanziehung eingesehen werden. Bisherige Fall-, Wurf- und Fahrexperimente, die zum Teil auch als Gedankenexperimente behandelt werden, relativierten so bisherige, als naturnotwendig erachtete Überzeugungen in zusammengesetzte natürliche Bewegungsformen.

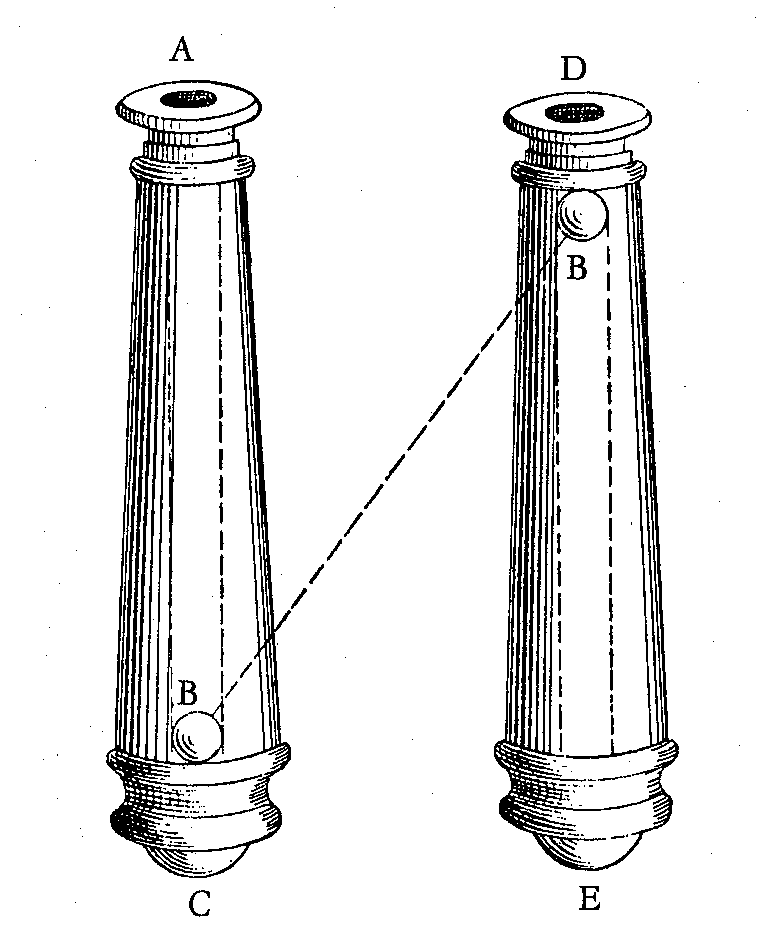
Illustration des senkrechten Schusses einer Kanonenkugel im Dialogo (1632)

Das Superpositionsprinzip findet auch Anwendung bei der Frage nach der Erddrehung. Traditionell wurde aus der Tatsache, dass die Kanonenkugel beim senkrechten Schuss wieder an derselben Stelle auftrifft, auf den Ruhezustand der Erde geschlossen. Galilei widerlegt die Evidenz dieses Schlusses aus dem Superpositionsprinzip. Es lässt sich beobachten, dass die senkrecht abgeschossene Kugel bei gleichförmiger waagrechter Bewegung der Kanone, wieder an der Mündung ankommt. Auch hierbei sind waagrechte und senkrechte Bewegungskomponenten voneinander unabhängig.

„[D]er Mittelpunkt der Kugel hat also die Linie BD zurückgelegt, die nicht wie vorhin lotrecht, sondern gegen Osten geneigt ist. Da nun, wie bereits angegeben, die Kugel ihre Bewegung durch die Luft fortsetzen muß in Richtung der Bewegung des Geschützes, so wird sie sich gemäß der Neigung der Linie BD bewegen, demnach keineswegs eine lotrechte, sondern einen nach Osten geneigt Bahn einschlagen, eben dahin, wohin sich auch das Geschütz bewegt. Daher wird die Kugel der Bewegung der Erde und des Geschützes folgen können. So habt Ihr, Signore Simplicio, den Nachweis, dass der Schuss, der scheinbar lotrecht sein muß, in Wirklichkeit dies keinesfalls ist.“

### Galileische Dynamik

#### Zurückhaltung in dynamischen Fragen
Noch vor der Etablierung von klar bezeichneten Kraftgrößen in der Newtonschen Mechanik behandelte die Dynamik die metaphysische Frage nach den Ursachen einer Bewegungsform („Warum bewegt sich der Bewegte?“), während die Kinetik sich mit der präzisen Beschreibung von Bewegungen beschäftigt („Wie bewegt sich der Bewegte?“). Die aristotelische Bewegungslehre hatte noch ihren Schwerpunkt in der dynamischen Erklärung und Vereinheitlichung von Bewegungsabläufen: Jede Bewegungsart müsse einen hinreichenden Grund haben. Kennzeichnende Neuheit für Galileis wissenschaftliche Hauptwerke ist nun nicht nur die vorrangige Behandlung einer mathematischen Kinetik, sondern auch die offensichtliche Zurückhaltung in allen dynamischen Fragen.
Nur aus vereinzelten Zwischenbemerkungen seiner Schriften ist bekannt, dass der Verzicht auf Ursachenfragen eine bewusste Methode war. Wenn es originale Hinweise gibt, dann tendierten sie in Richtung einer intrinsischen Dynamik, entsprechend der überlieferten Impetustheorie. Zu beachten ist deswegen, dass Salviati mit Simplicio in dieser Frage übereinstimmt:

„Salv: […] Herr Simplicio, gebt Ihr zu, dass jeder fallende Körper eine von Natur ihm zukommende Geschwindigkeit habe; so dass, wenn dieselbe vermehrt oder vermindert werden soll, eine Kraft angewandt werden muss oder ein Hemmnis.
Simpl. Unzweifelhaft hat ein Körper in einem gewissen Mittel eine von Natur bestimmte Geschwindigkeit, die nur mit einem neuen Antrieb vermehrt, oder durch ein Hindernis vermindert werden kann.“

Auch Galileis frühere Mechanik-Schrift Le Mecaniche (1593/1634) zeigt für statische Betrachtungen, dass er die Ursache oder Tendenz als innere Kraftwirkung begreift und nicht weiter danach fragt, warum der Mittelpunkt der Schwere (d. i. der Erdmittelpunkt) ihre Anziehung erzwingt.
Mit Galileis Zurückhaltung in dynamischen Fragen geht einher, dass er in seinen Schriften viele metaphysische Spekulationen über Kraftwirkungen entweder auslässt oder ausdrücklich ablehnt. Dazu gehört etwa seine Ablehnung, dass die gravitative Fernwirkungen von Planeten durch Magnetkräfte erklärt werden können, so wie es damals von W. Gilbert und J. Kepler vorgestellt wurde. Er verstand sie als „okkulte Qualitäten“ und verwies sie in das Reich der „nichtige[n] Phantasie“.
Galileis minimale Dynamik, die sich auf das einzelne betrachtete Phänomen zu beschränken scheint, hat schon zu seinen Lebzeiten für Kritik und Unverständnis gesorgt. Allem voran ist der briefliche Kommentar von Descartes an Mersenne (1638) zu nennen, der gleichfalls historische Beachtung erhalten hat. Descartes hatte, ebenso wie Mersenne und später Huygens, die Discorsi viel genauer studiert als er selbst zu erkennen gab. Aus heutiger Sicht ist der Kommentar ein weiteres Zeugnis der umwälzenden Erneuerung im Naturverständnis. Die Beschreibung der Naturvorgänge findet Vorrang gegenüber der dynamischen Erklärung.

« Je trouve en général qu’il philosophe beaucoup mieux que le vulgaire, en ce sens qu’il quitte le plus qu’il peut les erreurs de l’Ecole, et tâche à examiner les matières physiques par des raisons mathématiques. En cela je m’accorde entiérement avec lui et je tiens, qu’il n’y a point d’autre moyen pour trouver la vérité. Mail il semble qu’il manque beaucoup en ce qu’il fait continuellement des digressions et ne s’arrête point à expliquer tout à fait une matière; ce qui montre qu’il ne les a point examinées par ordre, et que, sans avoir consideré les premières causes de la nature, il a seulement cherché les raisons de quelques effets particuliers, et qu’ainsi il a bâti sans fondement. »

„Ich finde ganz allgemein, dass er deutlich besser philosophiert als der gewöhnliche Durchschnitt, und zwar in dem Sinne, dass er so viel wie er nur kann von der Schule verwirft, und dass er versucht, die physikalischen Dinge durch mathematische Gründe zu untersuchen. Darin stimme ich vollständig mit ihm überein und ich halte das für das einzige Mittel, um die Wahrheit herauszufinden. Aber es scheint mir, dass er deutliche Mängel darin aufweist, dass er beständig Abschweifungen macht und niemals daran festhält, eine Sache im Ganzen zu erklären. Was uns zeigt, dass er keinesfalls einer Ordnung gefolgt ist und dass er, ohne zuvor die ersten Ursachen der Natur berücksichtigt zu haben, nur nach den Gründen für einige besondere Wirkungen gesucht hat, und dass er somit ohne Fundament gebaut hat.“

#### Zum allgemeinen Stellenwert der Dynamik nach Galilei
Das wissenschaftliche Werk Galileis ist somit in keiner Weise voraussetzungslos, und das gilt besonders für seine Dynamik. Verknüpft werden traditionelle Konzeptionen der mittelalterlichen Mechanik (statisches Moment, Schwerpunktmasse und Impetus) mit weiterführenden Konnotationen und Vereinheitlichungen, so dass die Gesamtheit der galileischen Dynamik neuartig erscheint. Über die Tragweite und die Originalität der Dynamik bestand seither unter Experten erhebliche Uneinigkeit. Einerseits wird Galilei zum eigentlichen Begründer der neuzeitlichen Dynamik erhoben; andererseits findet man auch Kommentare, die diesen dynamischen Teil seines Werks zu einem bloßen Zwischenstadium einer Entwicklung herabsetzen und ihren Ursprung in zum Teil handschriftliche Überlieferungen kongenialer Vorgänger legen.
Entsprechend findet man bei der dynamischen Naturbetrachtung, insbesondere in der Mechanik, mehrere originelle Verfahrensweisen, die immer wieder mit Galileis Namen verbunden werden. Ohne Anspruch auf Vollständigkeit sind das vorrangig die folgenden Naturprinzipien und -aussagen:
- Erweiterung der peripatetischen Statik: das mechanische Erhaltungsprinzip in allen Maschinen und das Prinzip der virtuellen Geschwindigkeiten.
- der Spezialfall der so genannten Goldenen Regel der Mechanik: der einfache Vorgänger des Satzes von der Erhaltung der mechanischen Energie.
- Einschränkung der peripatetischen Dynamik: die dynamische Irrelevanz der Körpermasse beim freien Fall.
- das Trägheitsprinzip: die neue Bedingung von Wirkungslosigkeit.
- das Relativitätsprinzip als neuer Rahmen zur Beschreibung von Bewegungsvorgängen.

Der erste Punkt, Galileis allgemeinere Fassung der Statik, bildet die hintergründige Voraussetzung für alle weiteren dynamischen Prinzipien. Der zweite und der dritte Punkt haben – neben der galileischen Kinetik – vereinzelt den Weg in heutige Schulbücher gefunden. Die letzten zwei Punkte – das Relativitätsprinzip und das Trägheitsprinzip – werden historisch unzweifelhaft zum engeren Kreis der originellen Beiträge Galileis zur klassischen Dynamik gezählt.

### Erweiterung der Statik: das Prinzip der virtuellen Geschwindigkeiten

#### Voraussetzung der Vorgänger
Aus der Mechanik der aristotelischen Schule herkommend, gilt das archimedische Hebelprinzip als uneingeschränktes Axiom für alle erzwungenen Bewegungsformen. Angewendet auf jede Art von einfacher Maschine wird es gelegentlich auch das peripatetische Grundgesetz der Mechanik genannt. Es beinhaltet die Aussage, dass, wenn alle Körper, seien sie nun frei beweglich oder miteinander verbunden, Kräften unterliegen, diese im umgekehrten Verhältnis zu den erzeugten Bewegungen stehen. Wenn diese Bewegungen wiederum in gleichen Zeitelementen stattfinden, wird mit dem Axiom das Prinzip der (virtuellen) Arbeit zum Ausdruck gebracht.

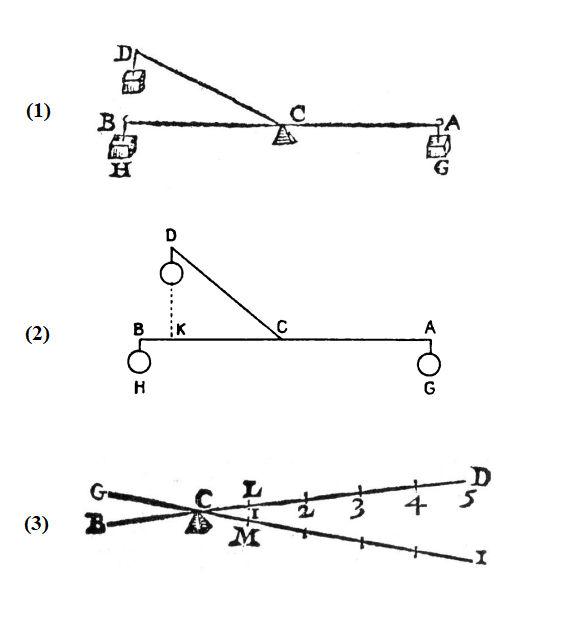
(1) Fig. des schiefwinkligen Balkenhebels aus Galileis Le Mecaniche (1593/1634)
(2) Rekonstruktion aus Jouguet (1908)
(3) Galileis quantitative Erläuterung der Goldenen Regel der Mechanik am Hebel (aus Le Mecaniche)

#### Galileis Vereinheitlichung auf Hebelmomente
Galilei illustrierte das Verfahren am schiefwinkligen Hebel (siehe Abb. (1), um es zum einen für alle Bewegungen an einfachen Maschinen zu vereinheitlichen. Und andererseits erfüllt Galilei die Idee eines Erhaltungsprinzips für die gesamte Technik und Mechanik.
Hierfür begreift er die Hebelwirkung eines schiefwinkligen Hebelarmes entsprechend der Momentenwirkung auf die Horizontalprojektion (siehe Abb. (2)). Dadurch verringert sich die (virtuelle) Bewegungswirkung auf die Armlänge {\displaystyle |CK|}.
Wann immer nun ein Potential zur Bewegung vorhanden ist, muss es aus dem Gleichgewichtsfall „virtuell“ folgen können. Die Geschwindigkeit wird diesem Potential entsprechend eindeutig mitgeteilt.

« […] que ces deux corps [par ex. en ce cas (1) H et G] ne pesent pas seulement également, quand leurs distances d’avec l’appuy, ou le point d’où ils sont suspendus, sont en raison reciproque de leurs pesanteurs, mais aussi que c’est une mesme chose que si l’on attachoit des poids égaux à des distances égales: de sorte que la pesanteur [par ex. de H] s’estend er se communique en quelque maniere virtuellement par delà le soustien [en C], duquel la pesanteur [de G] s’éloigne, et se retire, comme l’on peut comprendre par ce discours. »

„[…], dass die zwei Körper [für diesen Fall (1) in B und A] nicht nur gleich viel wiegen, wann immer ihre Abstände zur Aufhängung oder auch zum Punkt, von dem aus sie angehängt sind, im umgekehrten Verhältnis zu ihren Gewichten sind, sondern auch so, dass es dasselbe ist, wenn man die gleichen Gewichte in gleichen Abständen anbringen würde: und zwar derart, dass das Gewicht [z. B. von H] sich in einer virtuellen Weise über die Stütze [in C] hin erstreckt und mitteilt, von wo die Schwere [von G aus] sich entfernt und zurückzieht, wie es einem über diese Abhandlung verständlich werden kann.“

Formal bringt Galilei hierin den Gleichgewichtsfall eines Drehmoments am Hebel zum Ausdruck und behauptet, dass keine anderen Größen relevant sind, um auf das dynamische Ungleichgewicht zu schließen. Sei dazu {\displaystyle \phi =\sphericalangle (BCG)=\sphericalangle (DCI)} der Neigungswinkel des Hebels aus Abb. (3), die Gewichtskräfte auf die Gewichte in B und D entsprechend {\displaystyle F_{G}^{B},\,F_{G}^{D}}, so verhalten sich die (virtuellen) Geschwindigkeiten {\displaystyle v_{B},\,v_{D}} entsprechend diesem Prinzip so:
{\displaystyle F_{G}^{B}:F_{G}^{D}=v_{D}:v_{B}\,=\,{\frac {h_{ID}\Delta \phi }{\Delta t}}:{\frac {h_{BG}\Delta \phi }{\Delta t}}=h_{ID}:h_{BG}}

#### Die Goldene Regel der Mechanik
Das Prinzip enthält also implizit für gleiche Zeitelemente {\displaystyle \Delta t} die sogenannte Goldene Regel der Mechanik, die sich auf die statischen Höhen {\displaystyle h_{BG},\,h_{ID}} zurückführen lässt. In der kommentierenden Ergänzung von M. Mersenne wird sie so formuliert, wie sie heute auch im Gebrauch und bekannt ist:

« […] de sorte que [en ce cas du point B au levier de fig. (3)] ne gaigne rien de force qu’il ne le perde en chemin, et [D] tout au contraire ne gaigne rien en chemin qu’il ne le perde en force. »

„[…] in der Weise, dass [im Fall von Punkt B am Hebel aus Abb. (3)] er nichts an Kraft gewinnt, was er nicht an Weg verliert und [Punkt D] ganz im Gegensatz dazu nichts an Weg gewinnt, was er an Kraft nicht verliert.“

#### Das Kompensationsprinzip
Allgemein betrachtet bringt Galilei hierin den Erhaltungsgedanken zum Ausdruck, dass die Größen der Kraft, der Strecke und der benötigten Zeit sich bei allen Maschinen und technischen Verfahren gegenseitig wieder ausgleichen oder „kompensieren“. Es handelt sich um die begriffliche Darstellung des Prinzips der virtuellen Geschwindigkeiten.
Am Beispiel des Hebels (Abb. (3)) erläutert Galilei es damit,

« […] que la vistesse du poids D, qui descend en I surpasse celle du poids B qui monte en G, que la pesanteur de B est plus grand que celle de D; et que l’on ne peut élever B que D ne se meuvre plus viste: parce que la vistesse de D recompense la grande resistence de B, qui monte lentement en G, tandis que D descend bien viste en I, de sorte que G a autant de tardiveté que de pesanteur, comme D a autant de vistesse que de legereté. »

„[…] dass die Geschwindigkeit des Gewichtes D, welches nach I herabsinkt, in dem Maße die des Gewichtes in B, das nach G steigt, übertrifft wie die Schwere von B größer als die von D ist; und dass man B nicht weiter anheben kann, sofern sich D nicht weiterbewegen lässt. Denn die Geschwindigkeit von D gleicht den großen Widerstand des Gewichtes von B aus, welches hingegen nur langsam nach G ansteigt, während D recht schnell nach I herabsinkt, und zwar so, dass G die Langsamkeit ebenso wie ihre Schwere hat, wie auch D ihre Schnelligkeit ebenso wie ihre Leichtigkeit hat.“

Die Einteilung des längeren Hebelarms in fünf äquidistante Abschnitte (in derselben Abb. (3)) dient Galilei zur näheren Erläuterung, dass das kompensierende Verhältnis zwischen Gewichtskraft und Geschwindigkeit (als Strecke pro Zeiteinheit) immer quantitativ zu verstehen ist. Die hierin enthaltene Widerlegung eines Leistungsgewinns durch eine Maschine, die Widerlegung eines Perpetuum mobile, sei daher in voller Länge wiedergegeben:

« Mais l’avantage de ces 3 instrumens ne consiste pas à surmonter, ou à tromper la nature, en faisant qu’ une petite force [ital. la forza] surmonte une grande resistence, car on fera le mesme effet in mesme temps, et avec mesme force dans la distance CD, laquelle est cause que la force D a cinq fois plus de chemin à faire de D en I, que le poids n’en fait de B en G, et consequemment elle employe 5 fois plus de temps que si elle estoit en L, pour se transporter en M. Or la force D estant en L levera la cinquiesme partie du poids B de B en G, en mesme temps que D leve B, de sorte qu’elle levera tout le poids B en G en repetant 5 fois le chemin LM; ce qui est la mesme chose que de faire une fois le chemin DI: et consequemment le transport de B en G ne requiert pas moins de force, ou moins de temps, ou chemin plus court, soit que l’on mette la force en D, ou en L. »

„Aber der Vorteil dieser 3 Instrumente besteht nicht darin, zu bezwingen oder die Natur zu überlisten, so dass eine kleine Kraft [ital. la forza] einen großen Widerstand überwältigen könnte. Denn man wird immer dieselbe Wirkung in derselben Zeit erlangen, mit derselben Kraft in demselben Abstand CD. Der Grund besteht darin, dass die Kraft [in] D einen fünfmal so langen Weg hat, um von D nach I zu gelangen, als das Gewicht [in B] hat, um B nach G zu bringen. Und folglich wendet sie fünfmal so viel Zeit auf, als wenn sie in L wäre, um sich nach M zu bewegen. Dadurch, dass die Kraft von D sich nun in L befindet, hebt sie nur den fünften Teil des Gewichtes B von B nach G an, und das in derselben Zeit genommen, in der D das Gewicht in B anhebt. In der Weise wird jene Kraft das ganze Gewicht B nach G anheben, indem der Weg LM 5 mal wiederholt wird; das ist dieselbe Sache wie einmal den Weg DI zu erbringen. Und folglich erfordert der Transport von B nach G entweder weniger Kraft oder weniger Zeit oder auch einen kürzeren Weg, je nachdem ob man die Kraft in D oder in L ansetzt.“

### Erhaltung der mechanischen Energie

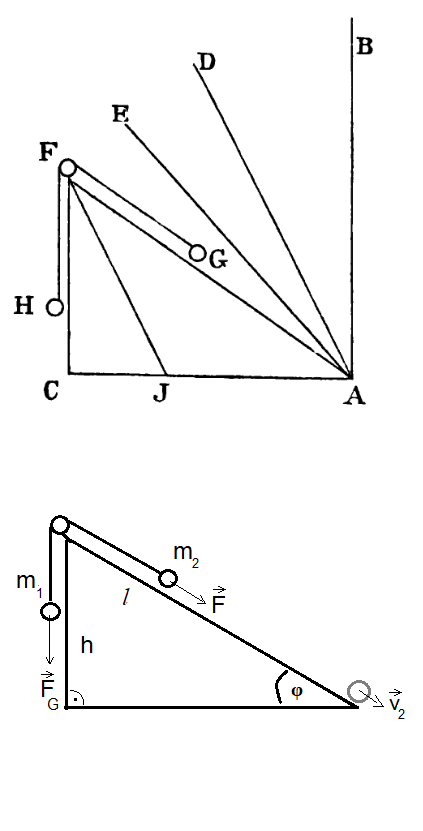
Darstellung der Schiefen Ebene in Galileis Discorsi (1638) am dritten Tag (oben)
Illustration der physikalischen Größen (unten)

Galileis Discorsi geben mehrere Beispiele dafür her, dass alle mechanischen Vorgänge von einer dynamischen Erhaltungsgröße beherrscht werden. Auch hier lässt sich Galilei von den Ergebnissen an der schiefen Ebene bzw. am schiefen Hebel leiten, stellt sie dort als „bekannte Tatsache“ hin. Hier wird der Begriff der ‚Energie‘ (‹l’energia›) als informelles Potential eingeführt, das gleichbedeutend sein soll mit einem ‚Moment‘ (‹il momento des descendere›), mit einem ‚Talent‘ (‹il talento›), einem ‚Impetus‘ oder ‚Impuls’ (‹l‘impeto›) und das die (virtuelle) Geschwindigkeit des Körpers auf der schiefen Ebene definiert.
Im Folgenden illustriert Galilei, dass die „Änderung des Impulses“ (‹mutazione d’impeto›) oder die Änderung der potenziellen Energie die relevante Erhaltungsgröße ist.
Die Erhaltung der Energie wird daraus gefolgert:

„Die Geschwindigkeiten eines mit natürlicher Bewegung von gleichen Höhen über verschieden geneigten Ebenen herabfallenden Körpers sind bei Ankunft am Horizonte stets gleich gross, wenn man die Widerstände entfernt hat.“

Die schiefe Ebene: Mit Blick auf Galileis gleichzeitige Ergebnisse in der Kinetik des freien Falls fasste er diese These ‚energetisch’ auf. Denn Galilei behauptet auch, dass sich die entsprechenden Fallhöhen wie die «Quadrate der Geschwindigkeiten» verhalten. Es gilt demnach bei gegebener Höhe h und Endgeschwindigkeit v:
{\displaystyle h\thicksim v^{2}} bzw. {\displaystyle h\,=\,\beta \cdot v^{2}}.
Der richtige Vorfaktor ({\displaystyle \beta =1/2g}) bleibt in Galileis Schriften noch unbestimmt, da sämtliche Momentensätze nach damaligem Stand der Mathematik als Verhältnisgleichungen ausgedrückt wurden.
Die Verbindung zum (heutigen) Energiebegriff gelingt, weil Galilei die (virtuelle) Geschwindigkeitszunahme an der schiefen Ebene aus der Goldenen Regel der Mechanik folgert. In heutige, rekonstruierte Begriffe übersetzt (siehe Abb.) beinhaltet es das Verhältnis der Gewichte {\displaystyle m_{1}} und {\displaystyle m_{2}}, damals noch nicht streng von den einwirkenden Kräften {\displaystyle F_{G}} (Gewichtskraft) und {\displaystyle F} (schräg wirkende Hangabtriebskraft) unterschieden, und liefert entsprechend
{\displaystyle F_{G}:F\,=\,l:h=\underbrace {\sin {\bigl (}90^{\circ }{\bigr )}} _{=1}:\sin {\bigl (}\varphi {\bigr )}}.
Bezogen auf die schiefe Ebene sagt das in Worten aus, «dass die Momente ein und desselben Körpers längs Ebenen verschiedener Neigungen wie FA, FJ bei gleicher Höhe [und Moment FH], sich umgekehrt verhalten wie die Längen dieser Ebenen.»

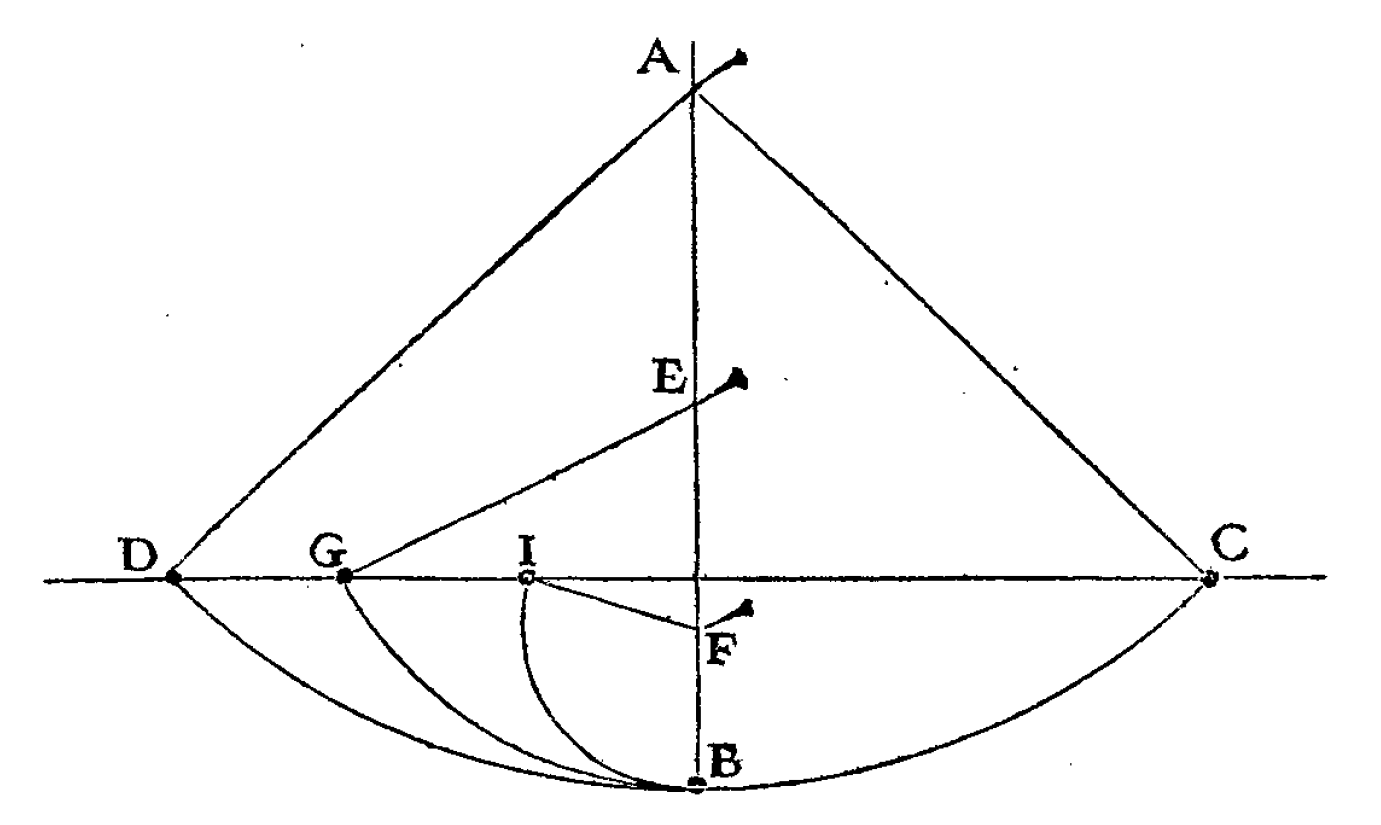
Gehemmtes Pendel: Abb. 5 aus dem dritten Tag der Discorsi (1638)

Der korrekte Schluss auf die Endgeschwindigkeit gelingt dadurch, dass der körpereigene Impetus, nach Galilei gleichbedeutend mit einer Form der potenziellen Energie, vollständig in ungebundene Bewegung freigesetzt wird.
Das Hemmungspendel: An anderer Stelle führt Galilei das nach ihm benannte Hemmungspendel ein. Er argumentiert entsprechend der Energieerhaltung, dass alle Pendel, die aus gleicher Auslenkung starten, dasselbe ‚Moment‘ besitzen und trotz Hindernis und Verkürzung der Fadenlänge auf der anderen Seite dieselbe Höhe erreichen werden. Wie in der Abbildung dargestellt, sollen einzelne Nägel in den Punkten E und F als Hindernisse dienen: Das verkürzte Pendel erreicht dann anstelle des Punktes D die Punkte G und I, die auf derselben Höhe liegen.

### Einschränkung der peripatetischen Dynamik: der freie Fall
Ein allgemeines Axiom der peripatetischen Dynamik und Bewegungslehre geht auf das VII. Buch der Physik von Aristoteles zurück und wird gelegentlich auch Axiom des Aristoteles bezeichnet. Das Axiom besagt,

„dass Körper von verschiedenem Gewicht [d. h., auf die verschiedene Schwerkräfte wirken] in ein und demselben Mittel sich mit Geschwindigkeiten bewegen, die ihren Gewichten proportional sind […].“

Galilei vertritt, seiner Zeit gemäß, die gegenteilige These, dass alle Körper, unabhängig von ihrem Gewicht, „stets in demselben Augenblick ankommen“. Neben den empirischen Beobachtungen zu den Fallversuchen kann er ein rationales Widerspruchsargument anbringen, das historische Beachtung gefunden hat. Dazu stellt sich Galilei vor, dass ein schwerer und ein leichter Körper, miteinander verbunden, gemeinsam frei herunterfallen. Nach Voraussetzung des Axioms von Aristoteles müsste der leichtere Körper, weil er langsamer fällt, einen Widerstand gegen den schweren und schneller fallenden Körper aufbauen. Die widersinnige Folge dieser Annahme ist offensichtlich:

„Aber wenn dieses richtig ist, und wenn es wahr wäre, dass ein grosser Stein sich z. B. mit 8 Maß Geschwindigkeit bewegt, und ein kleinerer Stein mit 4 Maß, so würden beide vereinigt eine Geschwindigkeit von weniger als 8 Maß haben müssen; aber die beiden Steine zusammen sind doch grösser, als jener größere Stein war, der 8 Maß Geschwindigkeit hatte; mithin würde sich nun der größere langsamer bewegen, als der kleinere, was gegen Eure Voraussetzung [d. i. die des Simplicio] wäre.“

Mithin müssten die beiden verbundenen Körper eine gemeinsame Pendelschwingung ausführen, die allerdings nicht beobachtet werden kann. Die Körper üben beim freien Fall keinen Druck aufeinander aus.

„Fühlen wir nicht die Last auf unseren Schultern, wenn wir uns stemmen wollen gegen die Bewegung derselben; wenn wir aber mit derselben Geschwindigkeit uns bewegen, wie die Last auf unserem Rücken, wie soll dann letztere uns drücken und bewegen?“

### Relativitätsprinzip
Die Spekulationen über Ruhe und einfache Bewegungen ebnen zugleich den Weg zu Galileis Relativitätsprinzip aller gleichförmigen Bezugssysteme. Die von Johannes Buridan und Francis Bacon beobachtete Tatsache, dass die rein mechanischen Vorgänge wie Fall und Stoß auf einem gleichmäßig bewegten Schiff genau so ablaufen wie an Land, verallgemeinerte Galilei zu einem neuen Relativitätsprinzip: Danach gibt es bei den beobachtbaren Vorgängen keinen absoluten Unterschied zwischen Ruhe und (gleichförmiger) Bewegung. Vor allem im Dialogo (1632) wird an mehreren Stellen des ersten und zweiten Tages infrage gestellt, ob ein fester und abstrakter „Weltmittelpunkt“ existiere. Die Erde als Weltmittelpunkt, wie es die traditionelle aristotelische Philosophie forderte, setzt zugleich ihre Ruhe und ein festes Bezugssystem voraus. Die Besonderheit und Radikalität dieser Überlegungen Galileis besteht darin, dass er nicht nur die Idee eines Inertialsystems voraus nimmt, sondern auch für kreisförmige, beschleunigte Bezugssysteme gleichermaßen angenommen hat. Dieses allgemeine Relativitätsprinzip Galileis hatte maßgeblichen und direkten Einfluss auf das Werk von Huygens und mittelbar auf dasjenige Newtons und Einsteins.

„Die Bewegung ist nur insofern Bewegung und wirkt nur als solche, als sie in Bezug steht zu Dingen, die ihrer ermangeln. Unter Dingen aber, die alle gleichmäßig von ihr ergriffen sind, ist sie wirkungslos, so gut, als ob sie nicht stattfände. […]
Wenn er [Aristoteles] schreibt, dass alles, was sich bewegt, sich auf etwas Unbewegtem bewege, so vermute ich, dass dies mißverständlich gesagt ist statt: alles, was sich bewegt, bewegt sich in Bezug auf etwas Unbewegtem. Diese Behauptung hat nicht die geringste Schwierigkeit, die andere ihrer viele.“

### Trägheitsprinzip
Die dynamische Ursachenfrage der neu betrachteten gleichförmigen Bewegung führte Galilei zugleich weiter zur Aufstellung einer Vorform des Trägheitsprinzips, denn wenn die gleichförmige Mitbewegung eines Körpers mit einem Schiff von einem Mitfahrer des Schiffs genau so gut auch als Ruhe angesehen werden kann, dann erfordert die Aufrechterhaltung dieser Bewegung offenbar keine dauernd wirkende äußere Kraft.(S. 65), (Kap. 7), (Kap. 1.4) In seiner endgültigen Form wurde das Trägheitsprinzip, dem zufolge die kräftefreie Bewegung geradlinig ist (und nicht etwa kreisförmig) – und dies auch für die Bewegung der Himmelskörper gilt, erst von Newton klar ausgesprochen (Erstes Newtonsches Gesetz).

Galileis Trägheitsprinzip im gedanklichen Grenzgang eines horizontalen Nullmoments

Die Formulierung Galileis orientiert sich dabei ganz an der damals verbreiteten Vorstellung der Impetustheorie, nach der jeder Körper die Tendenz zur Beibehaltung des Bewegungszustandes in sich trägt.

„Indes ist zu beobachten, dass der Geschwindigkeitswert, den der Körper aufweist, in ihm selbst unzerstörbar enthalten ist (impresso), während äußere Ursachen der Beschleunigung oder Verzögerung hinzukommen, was man nur auf horizontalen Ebenen bemerkt, denn bei absteigenden nimmt man Beschleunigung wahr, bei aufsteigenden Verzögerung. Hieraus folgt, dass die Bewegung in der Horizontalen eine unaufhörliche sei: denn wenn sie sich stets gleich bleibt, wird sie nicht geschwächt oder aufgehoben, geschweige denn vermehrt.“

Galilei begreift die Tendenz zur gleichförmigen Bewegung als ein Null-Niveau des (Dreh-)Momentes an einem gedachten Hebel auf, gleichbedeutend mit einem Niveau von gleichem energetischem Potential. Es gibt für den Körper keinen äußeren (kausalen) Grund, von der Gleichförmigkeit der Bewegung abzuweichen. Das schließt auch kreisförmige Bewegungen mit ein, weshalb das Trägheitsprinzip hier nicht dezidiert für geradlinige Bewegungen formuliert wird.

„Salv. [W]enn aber kein Grund für eine Verzögerung vorliegt, so kann um so weniger ein solcher für ein völliges Stillestehen vorliegen. Wie lange muss demnach der Körper fortfahren, sich zu bewegen?
Simpl. So lange, als die Ausdehnung dieser weder steilen noch geneigten Fläche vorhält.
Salv. Wäre diese Länge also unbegrenzt, so würde die Bewegung auf ihr gleichfalls ohne Grenzen sein, d. h. ewig, nicht wahr?. […] Eine Fläche, welche weder abschüssig noch ansteigend ist, muss also in allen ihren Teilen gleich weit entfernt vom Mittelpunkt sein. Gibt es denn nun solche Flächen in der Welt?
Simpl. Daran fehlt es nicht. Da habt ihr die unseres Erdballs, vorausgesetzt, dass sie vollkommen glatt wäre und nicht rau und gebirgig, wie sie es tatsächlich ist […].“

Das galileische Trägheitsprinzip ist inhärent mit der Preisgabe eines ortsfesten Weltmittelpunktes verbunden, und daher direkt mit seinem Relativitätsprinzip. In der aristotelischen Physik musste die Erde noch als das einzig denkbare Ruhesystem an den Anfang gestellt werden. Nach Galileis Argumentation darf die Erde zwar weiterhin das ausgezeichnete Bezugssystem aller Physik und Mechanik sein, andere sich gleichförmig bewegende Bezugssysteme können aber nun nicht mehr ausgeschlossen werden, sind gleichwertig, wenn die Dynamik der irdischen Physik zur Physik aller Himmelskörper, aus gleicher Materie beschaffen, fortschreitet. Dieser Schritt zum modernen Trägheitsprinzip ist in Galileis Werk, auch gegenüber J. Kepler, neuartig.
Galilei bemerkt an einer Stelle des Dialogo (1632) selbst, dass ein ‚Nullmaß‘ des Impetus nicht zwangsläufig mit dem Ruhezustand des Körpers verbunden sein muss:

„Wenn die Naturkörper alle den Trieb [ital.: l’impeto] zur Bewegung haben, so war es entweder unstatthaft, die Ruhe in die Definition der Natur mit aufzunehmen, oder es war unstatthaft, eine solche Definition an dieser Stelle einzuführen.“

### Experimentelle Besonderheiten und Pendelgesetz
Die gleichmäßig beschleunigte Bewegung beschäftigte Galilei über vierzig Jahre lang. Seine experimentelle Innovation bestand in der Verwendung einer Fallrinne als schiefe Ebene, mit der er die Fallgesetze auf einer verlangsamten Zeitskala studieren konnte. Die Beschleunigung bestimmte er über seinen Puls, mit Wasseruhren oder dadurch, dass der Körper ein rhythmisches Signal auslöst, wenn der Auslöser in geeigneten Abständen platziert ist. Für die Entwicklung der physikalischen Methode ebenso bedeutsam war Galileis Schritt, die aus Experimenten gewonnenen Kenntnisse dazu zu nutzen, weiterführende Experimente zu planen und durchzuführen: Er präparierte mithilfe der schiefen Ebene Körper, die eine definierte horizontale Geschwindigkeit besaßen, und konnte mit diesen die Experimente zum horizontalen Wurf anstellen.
Die verbreitete Geschichte über Galileis eigenhändig durchgeführte Fallversuche vom Schiefen Turm in Pisa sind als Legende einzustufen, denn es gibt keinen verlässlichen Beleg dafür. Ebenso wurde und wird vereinzelt immer noch bezweifelt, dass Galilei die Versuche zur beschleunigten Bewegung auf der schiefen Ebene wirklich durchgeführt hat. Die Begründung beruhte ursprünglich darauf, dass im gesamten Nachlass Galileis, der Anfang des 20. Jahrhunderts publiziert worden war, fast keine Aufzeichnungen zu durchgeführten Messungen zu finden waren. Jedoch fand in den 1960er Jahren Stillman Drake, nachdem er selber in Florenz in das Archiv hinuntergestiegen war, zahlreiche Blätter von Galileis Hand, die in der Gesamtausgabe fortgelassen worden waren. Es waren die Protokolle der Messungen, die bei der Zusammenstellung der Gesamtausgabe für unwichtig gehalten worden waren, weil auf ihnen nur wenig oder gar kein Text zu sehen war, dafür aber Skizzen und Zahlen.
Galilei hatte an der schiefen Ebene erstmals die Zunahme der Fallgeschwindigkeit nachgemessen und gefunden, dass sie nicht in diskreten Graden und nicht in Proportion zur durchlaufenen Strecke zunimmt, sondern dass sie in Proportion zur verstrichenen Zeit vom Wert null an stetig anwächst und bis zum Erreichen der Endgeschwindigkeit alle dazwischen liegenden Werte durchläuft.
Es gilt als gesichert, dass Galilei neben den Kugelexperimenten an der schiefen Ebene sämtliche Versuche an Fadenpendeln, die ihn offenkundig faszinierten, eigenständig durchgeführt hat. Am ersten Tag seiner Discorsi widmet sich Galilei ausführlicher den Fallversuchen. Dabei erwähnt er die Pendelbewegungen als Zeit-Messinstrument und benennt das für Punktmassenpendel richtige Ergebnis, dass die Schwingungsdauer {\displaystyle T} – analog dem freien Fall – unabhängig von der Pendelmasse {\displaystyle m} gleich bleibt (abzüglich Luftwiderstand). Außerdem stellt er die korrekte Aussage auf, dass {\displaystyle T} allein proportional zur Quadratwurzel der Fadenlänge ist: {\displaystyle T\thicksim {\sqrt {l}}}.

### Festigkeitslehre
Die Festigkeitslehre geht aus dem zweiten Tag der Discorsi hervor. Nachdem Galilei noch am ersten Tag allgemeine Merkmale der Festigkeit aller Materie (Kohärenz im altertümlichen Sinne) untersuchte, die v. a. an die aristotelisch-scholastischen Überlieferungen anknüpfen, sieht er nunmehr Beschränkungen in Material, Form und Beanspruchung vor, um zu präzisierten Ergebnissen zu kommen. Die Beschränkung auf die mittleren Maße eines Balkens wird als bewusste Methode der Idealisierung, hin zu einem isolierten Forschungsgegenstand eingeführt. Sie führt so zur gewünschten Reduktion der Abhängigkeiten und errichtet diesen „neuen Wissenschaftszweig“, wie es aus dem ausführlichen Titel der Discorsi hervorgeht.

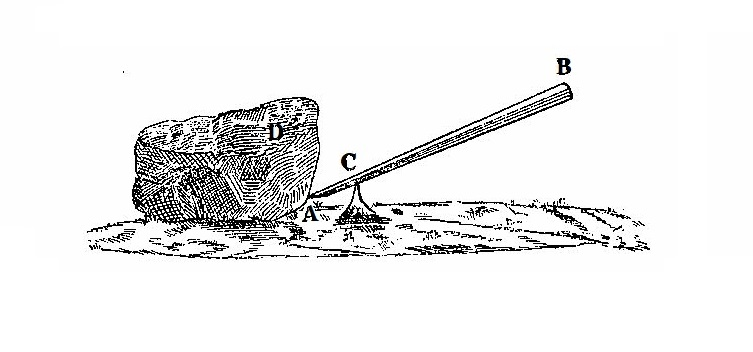
Figur aus dem zweiten Tag der Discorsi (1638): Hebel

Zum einen trennt Galilei damit die idealisierten Wissenschaften der Physik und Mechanik von den heute so genannten Materialwissenschaften ab. So betrachtet er etwa, einleitend für die vielfache Abhängigkeit, die selbst bei einfachen realen Hebelwirkungen beobachtet werden kann, dass die mechanischen Gesetze nur für abstrahierende Zusatzannahmen (‹si posson considerar in astratto e separate dalla materia›) am Hebel gelten. Man spricht heute auch von Ceteris-Paribus-Bedingungen. Hier ist eine von ihnen die Immaterialität des Hebelkörpers:

„Wenn wir z.B. einen Hebel betrachten [siehe Abb.] AB mit dem Unterstützungspunkte C, und zwar so disponiert, dass der Felsblock D gehoben werden könne, so ist es klar, dass in B eine Kraft denkbar wäre, die dem Widerstand der Last D Gleichgewicht hielte, wenn die Kraft zur Last sich verhielte, wie die Strecke AC zu CB, und das ist richtig, wenn man von anderen Momenten als der Kraft in B absieht, mit anderen Worten, wenn man den Hebel AB für immateriell ansieht [ital.: ‹e questo è vero, non mettendo in considerazione altri momenti che quelli della semplice forza in B e della resistenza in D, quasi che l’istessa leva fusse immateriale e senza gravità›]. Berücksichtigen wir aber das Gewicht des Hebelarmes selbst, sei er nun aus Holz oder Eisen gefertigt, so wird das zu B hinzugefügte Gewicht die Proportion verändern.“

Zum anderen errichtet er damit die Balkentheorie, die in der Folgegeneration v. a. durch Bernoulli und Leibniz fortgesetzt wurde.

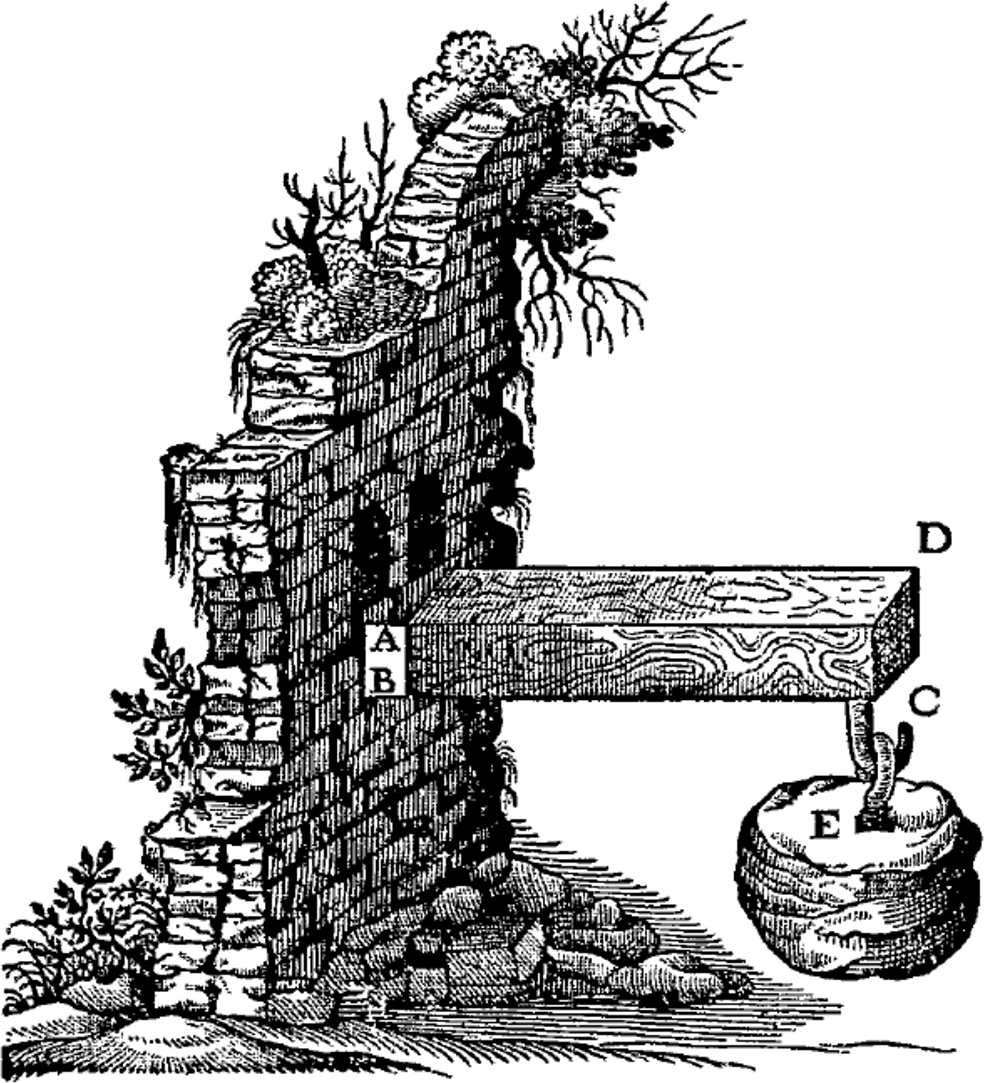
Eingespannter Balken: Abb. 4 aus dem zweiten Tag der Discorsi (1638)

Galilei gelingen auf diesem Weg korrekte Aussagen zur Bruchfestigkeit im Verhältnis zu den Dimensionen des Balkens bei einseitiger Befestigung. Er setzte dabei die äußere Belastung in Relation zu den inneren Normalspannungen, die dort noch als statische Momente verstanden wurden. Galilei geht bei allen Begründungen von einer neuen Definition des Hebelgesetzes aus, das er über das Gleichgewicht des Massenmittelpunktes {\displaystyle x_{s}} einzelner schwerer Körper {\displaystyle x_{i}} an den Hebelarmen definiert: {\displaystyle x_{s}={\frac {1}{M}}\cdot \sum _{i=1}^{n}{x_{i}\cdot m_{i}}.}
Ferner findet man bereits das (bis auf den Proportionalitätsfaktor k) richtige Verhältnis, das die Bruchfestigkeit eines rechteckigen Balkens mit dem Quadrat der Höhe h anwächst, bei zylinderförmigen Balken mit dem Kubus des Durchmessers d. Versteht man Galileis Bruchfestigkeit als das heutige Widerstandsmoment W, so werden die Beziehungen
{\displaystyle W_{1}\,=\,k_{1}\cdot h^{2}} (Quaderbalken) und {\displaystyle W_{2}\,=\,k_{2}\cdot d^{3}} (Zylinderbalken)
aufgestellt. Daran knüpfen sich vielerlei Einzelaspekte der Bruchfestigkeit an: etwa, dass die Tragfähigkeit eines Balkens größer ist, wenn man ihn hochkant, nicht flachkant stellt. Oder auch, dass die Stabilität eines hohlen, zylindrischen Kragbalkens größer als die eines ausgefüllten bei gleichem Gewicht ist.
Galilei nutzt hierbei die Gelegenheit, auf die Zweckmäßigkeit in der Natur hinzuweisen, die sich auch in dem Widerstand von hohlen Körpern bei gleichem Gewicht bestätige:

„[…] deren sich die Kunst (ital. l’arte) und Natur in tausend Fällen bedient […]: so z. B. bei den Knochen der Vögel und bei vielen Rohren, die leicht sind und doch sehr bieg- und bruchfest: so dass, wenn ein Strohhalm, der eine Ähre trägt, die schwerer ist als der ganze Halm, aus derselben Masse bestünde aber massiv wäre, er viel weniger bieg- und bruchfest sein würde. So hat man künstlich beobachtet und durch den Versuch bestätigt, dass eine hohle Lanze oder ein Rohr aus Holz oder Metall viel fester ist, als wenn diese Körper bei gleichem Gewicht und gleicher Länge massiv wären, wobei sie feiner und dünner sein müssten.“

### Astronomie
Galileis astronomische Entdeckungen sind im biografischen Teil bereits aufgeführt. Zwar wurden viele seiner rasch publizierten Entdeckungen von anderen Forschern vor ihm gemacht, doch einige davon zogen bahnbrechende Erkenntnisse nach sich:
- Supernovae finden nicht sublunar statt, sondern weit entfernt: Die Fixsternsphäre ist nicht unveränderlich.
- Die Oberfläche des Mondes ist rau und die Sonne zeigt Flecken: Körper am Himmel sind nicht perfekt.
- Jupiter umkreisen vier Monde: Es gibt weder undurchdringliche kristallene Himmelssphären, noch dreht sich der Äther ewig kreisförmig um die Erde.
- Die Venus kreist um die Sonne, nicht um die Erde (siehe oben).

### Weitere Erfindungen
Galileis Thermoskop aus dem Jahr 1592 ist das erste nachweisbare Temperaturmessgerät. Es wurde von Santorius mit Skalenstrichen versehen und schließlich von Fahrenheit 1714 entscheidend verbessert.
Christiaan Huygens entwickelte Galileis Idee, eine mechanische Uhr durch ein Pendel zu steuern, zur Praxisreife.

## Nach Galilei Benanntes

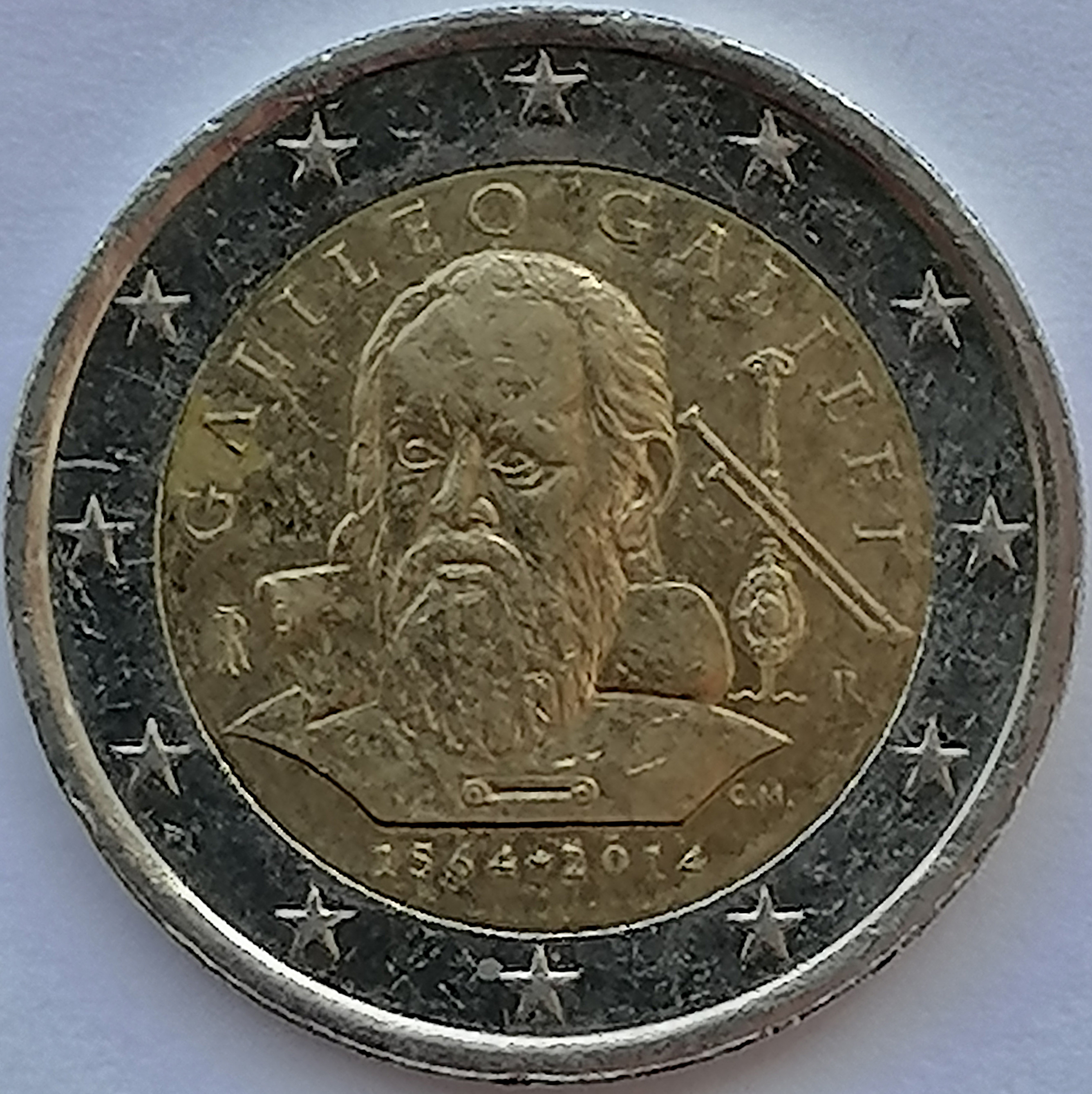
Galileo Galilei auf der italienischen 2-Euro-Münze von 2014

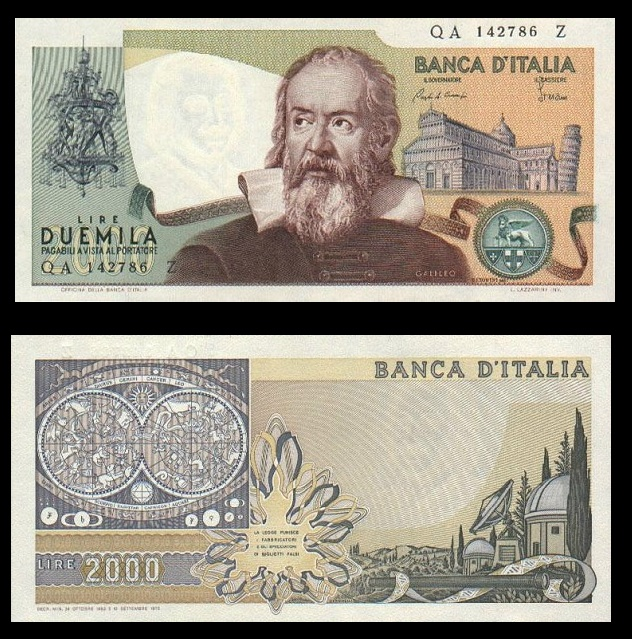
Galileo Galilei auf der italienischen 2000-Lire-Banknote

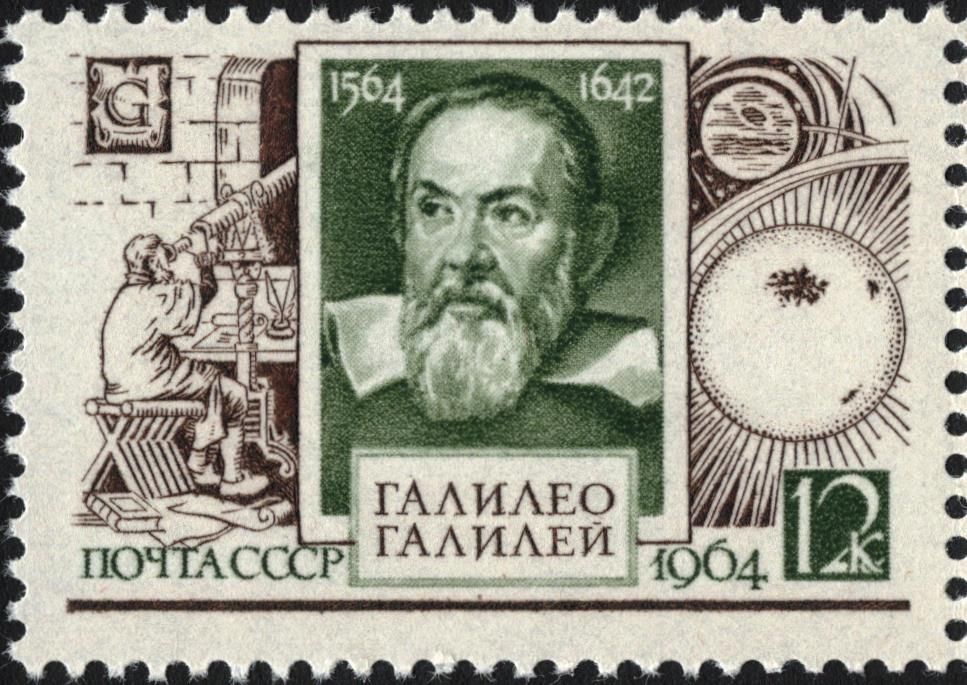
Briefmarke, Sowjetunion 1964

- im cgs-System die Einheit für die Erdbeschleunigung Gal
- ein Mondkrater, ein Marskrater[205] und ein Exoplanet
- das Galileo-Thermometer
- das Hemmpendel
- die Galilei-Zahl, eine dimensionslose Kennzahl der Strömungsmechanik
- ein Computerreservierungssystem
- ein Fachverlag
- eine Raumsonde
- ein Satellitennavigationssystem
- die Fernsehsendung Galileo
- der Flughafen Pisa
- Kliffs auf der Alexander-I.-Insel in der Antarktis
- mehrere Schulen
- ein außerschulischer Lernort mit Planetarium und Sternwarte
- das Planetarium Galileo Galilei in Buenos Aires
- die Pflanzengattung Galilea Parl. aus der Familie der Sauergrasgewächse (Cyperaceae)[206]
- das Galileo Bildungshaus Stuttgart

### Musik
- Haggard: Eppur Si Muove. Konzeptalbum über Galileo Galilei, 2004, Metal. „Eppur Si Muove“ heißt auf Deutsch „und sie (die Erde) bewegt sich doch“.
- Philip Glass: Galileo Galilei. 2001, Oper.

### Kunst

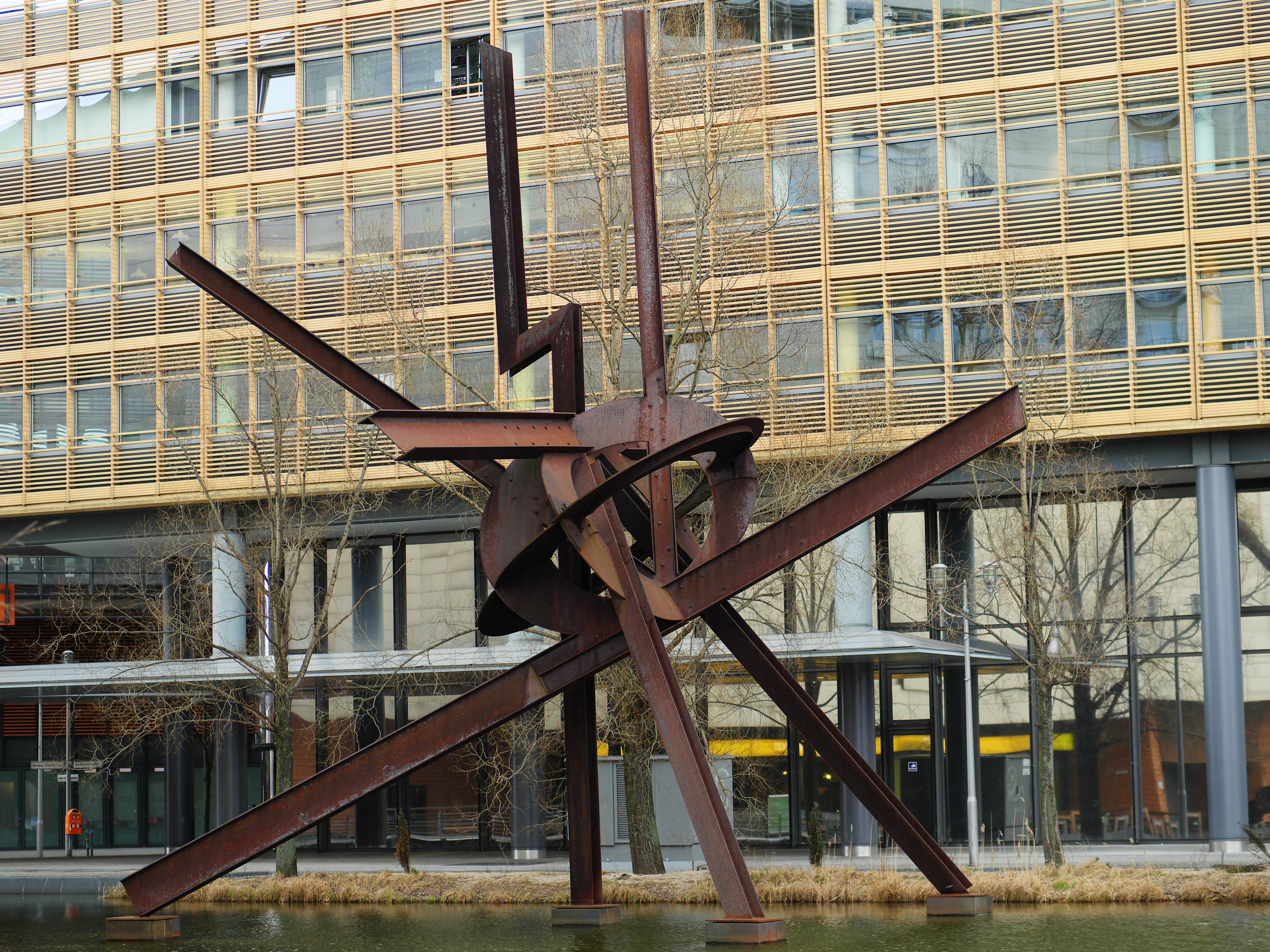
Skulptur Galileo in Berlin

- Skulptur Galileo (1996) von Mark di Suvero auf dem Piano-See am Atrium Tower am Potsdamer Platz in Berlin-Tiergarten.
- Lichtinstallation ALTISSIMUM PLANETAM TERGEMINUM OBSERVAVI (2019) von Sebastian Wanke neben dem Hochaltar in der Altstädter Kirche in Erlangen. Über Galileo Galileis Entdeckung der Saturnringe 1610.

### Film
- 1947 verfilmten in den USA Ruth Berlau und Joseph Losey die Broadway-Aufführung von Brechts Leben des Galilei mit Charles Laughton in der Titelrolle. Es handelt sich um einen Schwarzweiß-Stummfilm von 30 Minuten Dauer.
- In einer deutschen Fernsehverfilmung nach Brechts Leben des Galilei[207] (1962) unter der Regie von Egon Monk spielte Ernst Schröder den Galilei. Mit 150 Minuten Spiellänge ist das die bisher längste Umsetzung des Stoffes im Fernsehen.
- In der 76-minütigen amerikanischen Fernsehverfilmung Lamp at Midnight[208] (1966), die nicht auf Brecht beruht, wurde Galilei von Melvyn Douglas gespielt.
- 1975 führte Joseph Losey Regie in Galileo[209] (USA), einem Spielfilm, der wiederum auf Brechts Stück beruht. Chaim Topol spielte den Gelehrten in dem 145 Minuten lang dauernden Eastmancolor-Film.
- 1989 verfilmte der Regisseur Ivo Barnabò Micheli unter dem Titel „Eppur si muove!“ Der Prozess Galileo Galilei eigene Recherchen zum Inquisitionsprozess gegen Galilei. Im Film verkörpert Mario Adorf in einer Doppelrolle sowohl die Figur des zeitgenössischen Forschers als auch jene des historischen Galilei. In Interviews kommen u. a. der damalige Kardinal Joseph Ratzinger und der Physiker Carl Friedrich von Weizsäcker zu Wort.[210]

### Sonstiges
- Galileo Galilei wurde auf der italienischen 2000-Lire-Banknote abgebildet, die von der Banca d’Italia zwischen 1973 und 1993 ausgegeben wurde.

### Schriften
Galilei veröffentlichte seine wissenschaftlichen Erkenntnisse in den folgenden Hauptwerken:
- Sidereus Nuncius. Venedig 1610 (deutsch: Nachrichten von neuen Sternen).
- Istoria e dimostrazioni intorno alle macchie solari e loro accidenti. Rom 1613, deutsch: Geschichte und Demonstrationen rund um die Sonnenflecken.
- Il Saggiatore. Rom 1623, deutsch: Der Prüfer mit der Goldwaage.
- Dialogo sopra i due massimi sistemi. Florenz 1632, deutsch: Dialog über die beiden hauptsächlichsten Weltsysteme. Leipzig 1891.
- Discorsi e dimostrazioni matematiche intorno a due nuove scienze. Leiden 1638, deutsch: Unterredungen und mathematische Demonstrationen über zwei neue Wissenszweige, die Mechanik und die Fallgesetze betreffend. Herausgegeben in drei Bänden und übersetzt von Arthur von Oettingen, in Ostwalds Klassiker der exakten Wissenschaften.

- Band 1 (Erster und zweiter Tag), Nr. 11, Engelmann, Leipzig 1890. Online: archive.org.
- Band 2 (Dritter und vierter Tag), Nr. 24, Engelmann, Leipzig 18911. Online: archive.org
- Band 3 (Fünfter und sechster Tag. Anhang zum dritten und vierten Tag), Nr. 25, Leipzig 18912. Online: archive.org.

- Le Mecaniche. Zweiter Titel: Della scienza meccanica. Mehrere Manuskriptfassungen 1591–1599. Laut V. Vivianis Biographie von 1654 (siehe Biographien, Seite 223) erste umlaufende Niederschriften in Padua um 1593. Erste Druckausgabe, ins Französische übersetzt und kommentiert als:

- Marin Mersenne: Les Mécaniques de Galilée. In M. Mersenne (Hrsg.): Questions inouyes, Questions harmoniques, Questions théologiques, Les Méchaniques de Galilée, Les Préludes de l’harmonie universelle. H. Guenon, Paris 1634. Neuabdruck in der Ausgabe Corpus des Œuvres de Philosophie en Langue Française. Librairie Anthème Fayard, 1985. S. 418–513.

Neuere Ausgaben sind:
- Edward Stafford Carlos (Hrsg.): The sidereal messenger of Galileo Galilei and a part of the preface to Kepler’s Dioptrics containing the original account of Galileo’s astronomical discoveries. London 1880, archive.org.
- Antonio Favaro (Hrsg.): Le opere di Galileo Galilei. 20 Bände, Florenz 1890 bis 1909, Reprints mit Zusätzen Florenz 1929 bis 1939, 1964/1965.
- Emil Strauss (Übers., Hrsg.): Dialog über die beiden hauptsächlichsten Weltsysteme. Teubner 1891, archive.org.
- Stillman Drake (Hrsg.): Discoveries and Opinions of Galileo. Doubleday & Company, New York NY 1957 (Auswahl aus seinen Schriften).
- Stillman Drake (Übers.): On Mechanics. University of Wisconsin Press, Madison 1960.
- Stillman Drake (Übers.): Il Saggiatore, The Assayer. In: Stillman Drake, Charles D. O’Malley (Hrsg.): The Controversy of the Comets of 1618. The University of Pennsylvania Press, Philadelphia 1960.
- I. E. Drabkin (Übers.): On Motion. University of Wisconsin Press, Madison 1960.
- Franz Brunetti (Hrsg.): Opere di Galileo Galilei. 2 Bände, Turin 1964.
- Pio Paschini, Edmondo Lamalle: Vita e Opere di Galileo Galilei. 3 Bände, Vatikanstadt 1964.
- Hans Blumenberg (Hrsg.): Sidereus Nuncius. Nachrichten von neuen Sternen. Suhrkamp Taschenbuch Wissenschaft 1980, 2002.
- Anna Mudry (Hrsg.): Galileo Galilei: Schriften, Briefe, Dokumente. 2 Bände, Albus im VMA-Verlag, München 1987, Wiesbaden 2005, ISBN 3-928127-94-2.
- Stillman Drake (Übers., Hrsg.): Dialogue concerning the Two Chief World Systems – Ptolemaic & Copernican. Mit einem Vorwort von A. Einstein. (1. Auflage 1953), 2. Auflage Berkeley, Los Angeles / London 1967.
- Stillman Drake (Übers., Hrsg.): (Discourses on the) Two New Sciences. University of Wisconsin Press, Madison 1974, 2. Auflage 1989, Toronto 2000.
- Dialog über die beiden hauptsächlichsten Weltsysteme. Marix Verlag, Wiesbaden 2014.
- Ed Dellian (Übers., Hrsg.): Discorsi: Unterredungen und mathematische Beweisführung zu zwei neuen Wissensgebieten. Philosophische Bibliothek, Verlag Felix Meiner, 2015.

### Biografien
- Ugo Baldini: Galilei, Galileo. In: Fiorella Bartoccini (Hrsg.): Dizionario Biografico degli Italiani (DBI). Band 51: Gabbiani–Gamba. Istituto della Enciclopedia Italiana, Rom 1998.
- Mario Biagioli: Galilei, der Höfling. Entdeckung und Etikette. Vom Aufstieg der neuen Wissenschaft. Fischer, Frankfurt am Main 1999, ISBN 3-10-009628-2.
- Stillman Drake: Galileo at work. His scientific biography. University of Chicago Press, Chicago 1978, ISBN 0-226-16226-5.
- Stillman Drake: Galileo. Pioneer Scientist. University of Toronto Press, Toronto u. a. 1990, ISBN 0-8020-2725-3.
- Stillman Drake: Galilei. (Reihe Meisterdenker), Herder, Freiburg 1999; Panorama-Verlag, Wiesbaden 2004, ISBN 3-926642-38-6.
- Stillman Drake: Galilei, a very short introduction. Oxford University Press, 2001.
- Stillman Drake: Galileo Galilei. In: Charles Coulston Gillispie (Hrsg.): Dictionary of Scientific Biography. Band 5: Emil Fischer – Gottlieb Haberlandt. Charles Scribner’s Sons, New York 1972, S. 237–249 (englisch, Ergänzt durch Michele Cameroto in New Dictionary of Scientific Biography, Band 3).
- Klaus Fischer: Galileo Galilei – Biographie seines Denkens. Kohlhammer, Stuttgart 2015, ISBN 978-3-17-021301-2.
- Albrecht Fölsing: Galileo Galilei – Prozess ohne Ende. Piper, 1983; Rowohlt, 1996; ISBN 3-499-60118-4.
- Walter Hehl: Galileo Galilei kontrovers – ein Wissenschaftler zwischen Renaissance-Genie und Despot. Springer, 2017.
- John L. Heilbron: Galileo. Oxford University Press, 2010.
- Johannes Hemleben: Galileo Galilei. In Selbstzeugnissen und Bilddokumenten. rororo, 1969.
- Leonardo Olschki: Galilei und seine Zeit. M. Niemeyer, Halle 1927.
- Wolfgang Ostenhage: Galilei Galileo. At the treshold of the scientific age. Springer Scientific Biographies, Springer, 2018, ISBN 978-3-319-91779-5
- James Reston: Galileo. HarperCollins, New York 1994, deutsch: Galileo Galilei: Eine Biographie. Aus d. Amerikan. von Helmut Viechtbauer. Goldmann, München 1998, ISBN 3-442-12744-0.
- Ernst Schmutzer, Wilhelm Schütz: Galileo Galilei. Biographien hervorragender Naturwissenschaftler, Techniker und Mediziner, Bd. 19, 6. Auflage, Teubner 1989.
- William R. Shea, Mariano Artigas: Galileo Galilei. Aufstieg und Fall eines Genies. Primus, Darmstadt 2006, ISBN 3-89678-559-1.
- Vincenzo Viviani: Lebensbeschreibung des Galilæi. Gekürzte Fassung der Schrift Raconto istorico della vita di Galileo, verfasst 1654. (Deutsche Übersetzung aus den Acta philosophorum, Bd. 3, Halle 1723–1726). In Mudry (Hrsg.): Galileo Galilei: Schriften, Briefe, Dokumente – Band 2. VMA, München 1987, Wiesbaden 2005, Seite 215–243.
- Michael White: Galileo antichrist: a biography. Weidenfeld & Nicolson, London 2007, ISBN 978-0-297-84868-4.

### Einzelne Aspekte
- Hans Bieri: Der Streit um das kopernikanische Weltsystem im 17. Jahrhundert. Galileo Galileis Akkommodationstheorie und ihre historischen Hintergründe. Bern 2007 Erklärt Galileis methodischen Vorschlag zu einer biblischen Exegese, welche die Texte als angepasst an menschliche Verstehensmöglichkeiten auffasst und zugrundeliegende Traditionen; mit Textedition und Kommentar.
- Horst Bredekamp: Galileis denkende Hand. Form und Forschung um 1600. De Gruyter, Boston u. a. 2015, ISBN 3-11-041457-0.
- Franz Daxecker: Der Briefwechsel zwischen Galileo Galilei und dem Tiroler Landesfürsten Erzherzog Leopold V. In: Acta Historica Astronomiae, Vol. 72, Beiträge zur Astronomiegeschichte, Bd. 16, S. 11–26 (2024).
- Eduard Jan Dijksterhuis: Galileo Galilei. In: Dijksterhuis: Die Mechanisierung des Weltbildes. Neuabdruck der deutschen Erstausgabe von 1956, nach dem niederländischen Original von 1950 De mechanisering van het wereldbeeld. Springer-Verlag Berlin, Heidelberg / New York 1983 (2002). Abschnitt C des IV. Teils Geburt der klassischen Naturwissenschaft. §§ 77–123, S. 371–399.
- Albert Einstein: Vorwort zu Galileis ‹Dialog über die beiden hauptsächlichen Weltsysteme›. Deutsche und übersetzte Fassung von 1952 in S. Drake (Hrsg.): Dialogue concerning the Two Chief World Systems – Ptolemaic & Copernican. 1. Auflage, 1953. 2. Auflage, Berkeley, Los Angeles / London 1967, Seiten v–xx.
- David Freedberg: The Eye of the Lynx. Galileo, his friends and the beginning of modern natural history. University of Chicago Press, Chicago, Ill. 2002, ISBN 0-226-26147-6.
- Hans-Christian Freiesleben: Galileo Galileo – Physik und Glaube an der Wende zur Neuzeit. Stuttgart 1956.
- Romano Gatto: ‹It’s impossible to Deceive Nature› – Galileo’s Le mecaniche, a Bridge between Science of Weights and Modern Statics. In: Philosophia Scientiae, 21 (1), 2017, S. 71–91. Open-Access: Gatto (2017).
- Karl von Gebler: Galileo Galilei und die römische Kurie. Cotta, Stuttgart 1876, archive.org.
- Joseph Klug: Das Prinzip der virtuellen Geschwindigkeiten bei Galilei. Bonitas-Bauer, Würzburg 1900. Digitalisierte Fassung: Klug (1900).
- Alexandre Koyré: Leonardo, Galilei, Pascal. Die Anfänge der neuzeitlichen Naturwissenschaft (= Fischer 13776). Fischer-Taschenbuch-Verlag, Frankfurt am Main 1998.
- Alexandre Koyré: Études galiléennes. 3 Bände. Hermann, Paris 1939; 2. Auflage in einem Band, 1966.
- Lydia La Dous: Galileo Galilei. Zur Geschichte eines Falles. Pustet, Regensburg 2007, ISBN 978-3-7867-8613-9 (zum Verfahren gegen Galilei).
- Georg Lutz: Rom und Europa während des Pontifikats Urbans VIII. Politik und Diplomatie – Wirtschaft und Finanzen – Kultur und Religion. In: Reinhard Elze, Heinrich Schmidinger, Henk Schulte Nordholt (Hrsg.): Rom in der Neuzeit. Politische, kirchliche und kulturelle Aspekte. Wien/Rom 1976, S. 72–167, hier: S. 148–158. Zum Fall Galilei im Kontext seiner historischen Bedingung.
- Ueli Niederer, Galileo Galilei und die Entwicklung der Physik. In: Vierteljahrsschrift der Naturforschenden Gesellschaft in Zürich. Band 127 (3) 1982. Seiten 205–229. Online: ngzh.ch.
- Erwin Panofsky: Galileo Galilei und die Bildkünste. Vorgestellt von Horst Bredekamp, aus dem Englischen von Heinz Jatho. Diaphanes, Zürich 2012, ISBN 978-3-03734-149-0.
- Pietro Redondi: Galilei – der Ketzer. München 1989, ISBN 3-406-33981-6 (Darstellung des Inquisitionsprozesses von 1633, mit z. T. erstmals veröffentlichten Dokumenten).
- Volker Remmert: Widmung, Welterklärung und Wissenschaftslegitimierung. Titelbilder und ihre Funktionen in der Wissenschaftlichen Revolution (= Wolfenbütteler Forschungen. Band 110). Harrassowitz, Wiesbaden 2005, ISBN 3-447-05337-2. Darin vor allem das Kapitel Katholische Bibelexegese und die Wurzeln der Galilei-Affäre. Der Kupfertitel der Opera mathematica (1612) von Christoph Clavius. S. 23–53.
- Franz Heinrich Reusch: Der Process Galilei’s Und Die Jesuiten. Eduard Weber’s Verlag, Bonn 1879, archive.org.
- Michael Segre, Eberhard Knobloch (Hrsg.): Der ungebändigte Galilei. Steiner Verlag, 2001.
- Galilei und das Experiment (= Praxis der Naturwissenschaften/Physik. Band 56). 2007.
- István Szabó: Geschichte der mechanischen Prinzipien und ihrer wichtigsten Anwendungen. Birkhäuser, Basel/Boston/Berlin 1979. Dritte Auflage, Birkhäuser, 1996. ISBN 3-7643-1735-3.
- Carl Friedrich von Weizsäcker: Kopernikus, Kepler, Galilei. In: Carl Friedrich von Weizsäcker: Die Tragweite der Wissenschaft. Erster Band: Schöpfung und Weltentstehung. Die Geschichte zweier Begriffe. Hirzel, Stuttgart 1964, S. 96–117.

### Populärwissenschaftliche Bücher zum astronomischen Umfeld
- Arthur Koestler: Die Nachtwandler. Das Bild des Universums im Wandel der Zeit. Scherz, Bern / Stuttgart / Wien 1959, ISBN 3-518-37079-0 (englisch: The Sleepwalkers. A History of Man's Changing Vision of the Universe. 1959. Übersetzt von Wilhelm Michael Treichlinger, Neuausgabe 1980 bei Suhrkamp).
- Thomas de Padova: Das Weltgeheimnis. Kepler, Galileo und die Vermessung des Himmels. Piper, München 2009, ISBN 978-3-492-05172-9.

### Überblicksseiten
- Peter Machamer: Galileo Galilei. In: Edward N. Zalta (Hrsg.): Stanford Encyclopedia of Philosophy.
- Galileo. In: Encyclopædia Britannica. (englisch).
- Virtuelle Ausstellung der Bibliothek der ETH Zürich
- Galileo-Projekt der Rice-Universität
- Das Leben Galileo Galileis in Bild und Ton beim Bayerischen Rundfunk

### Primärtexte
- Galileis Schriften als Online-Texte (im italienischen Original).
- Manuskripte von Galileo Galilei (De motu, MS 72).
- Archimedes-Projekt (Quellen zur Geschichte der Mechanik).
- I documenti del processo di Galileo Galilei. Die Akten des Prozesses gegen Galilei, in Italienisch und Latein, mit mehrsprachigem Vorwort und einer italienischsprachigen Einführung, Vatikanisches Apostolisches Archiv, 1984.
- Sidereus nuncius Magna.

### Sichtweise der katholischen Kirche
- Ansprache von Johannes Paul II vom 31. Oktober 1992. Bei: vatican.va. Abgerufen am 5. Februar 2010.
- H.-D. Mutschler: Naturwissenschaft und die Dispensierung der Sinnfrage – Der wahre Konflikt um Galilei. (PDF; 15 Seiten; 68 kB). Nicht mehr verfügbar, Stand 20. Oktober 2020.
- Ausführlicher Aufsatz zum Konflikt zwischen Galileo Galilei und Kirche.